# Guerre anglo-américaine de 1812
Vous lisez un « article de qualité » labellisé en 2008.
Batailles
- Bataille de l'île Mackinac (1812)
- Bataille de Fort Dearborn
- Bataille de Détroit
- Campagne du Niagara
- Bataille du moulin de Lacolle (1812)

- Bataille de Frenchtown
- Combat de la Shannon et de la Chesapeake
- Bataille de York
- Bataille de la rivière Thames
- Guerre Creek
- Bataille de la Châteauguay
- Bataille de la ferme Crysler

- Bataille de l'île Mackinac (1814)
- Incendie de Washington
- Bataille de Prairie du Chien
- Bataille de Baltimore

- Bataille de La Nouvelle-Orléans

La guerre anglo-américaine de 1812 oppose les États-Unis au Royaume-Uni, avec ses deux colonies du Bas-Canada et du Haut-Canada, entre juin 1812 et février 1815. Cette guerre est aussi connue sous les noms de guerre de 1812, de seconde guerre d’indépendance,,, ou plus rarement de guerre américano-britannique ou encore de guerre canado-américaine car il s'agit d'une invasion du Canada par les États-Unis. L’appellation « guerre de 1812 » peut parfois conduire à une confusion, l'invasion de la Russie par Napoléon Ier ayant eu lieu la même année.
Alors que l'Empire britannique devait fournir un important effort de guerre du fait de son conflit avec l'Empire français, les États-Unis lui déclarèrent la guerre le 18 juin 1812 pour envahir les territoires canadiens qui relevaient de l’Empire, qui s’étaient peuplés d’anglophones depuis une quarantaine d’années et entretenaient de nombreuses relations culturelles et commerciales avec les États-Unis.
Parmi les motifs moins explicites figuraient le ressentiment et la colère causés par l’enrôlement forcé dans la Royal Navy de matelots américains que les Britanniques soupçonnaient d’être des déserteurs, l’affaiblissement des échanges commerciaux américains causé par le blocus britannique des ports continentaux d’Europe et le soutien britannique aux Amérindiens défendant leurs terres contre les spéculateurs fonciers et les premiers colons américains vers l’Ouest. Dans le sud, la violente guerre des Creeks, habilement manœuvrée par les spéculateurs et le futur président Andrew Jackson, fut le prolongement de ce conflit et donna un prétexte pour justifier la colonisation ; l’un de ses héros, le coureur de bois Davy Crockett, fut cependant élu au Capitole et s’opposa aux visées expansionnistes de Jackson dans les années 1827 à 1834, au moment de l’Indian Removal Act.
La guerre se déroula sur trois théâtres d’opérations : l’océan Atlantique, la région des Grands Lacs et les États du Sud. Au début de la guerre, les États-Unis tentèrent d’envahir le Canada mais furent repoussés (prise de Détroit, bataille de Queenston Heights). La Royal Navy engagea par la suite un blocus le long de la côte Est, fragilisant l'économie américaine d'une part mais permettant d'autre part l'émergence d'une industrie sur le continent. Leur domination des mers permit aux Britanniques de mener des raids côtiers et d’incendier Washington en août 1814. En revanche, les batailles navales sur les Grands Lacs tournèrent à l’avantage des États-Unis.
Presque toutes les batailles font partie du roman national américain, en particulier la bataille de La Nouvelle-Orléans au cours de laquelle le général Jackson infligea aux Britanniques l’une des plus graves défaites de leur histoire, particulièrement mise en avant par les lobbys qui le soutenaient. Ironiquement, cette dernière bataille eut lieu deux semaines après la signature du traité de Gand le 24 décembre 1814, qui mettait fin au conflit et restaurait les conditions d’avant-guerre par un statu quo ante bellum.

## Causes

### Tensions commerciales

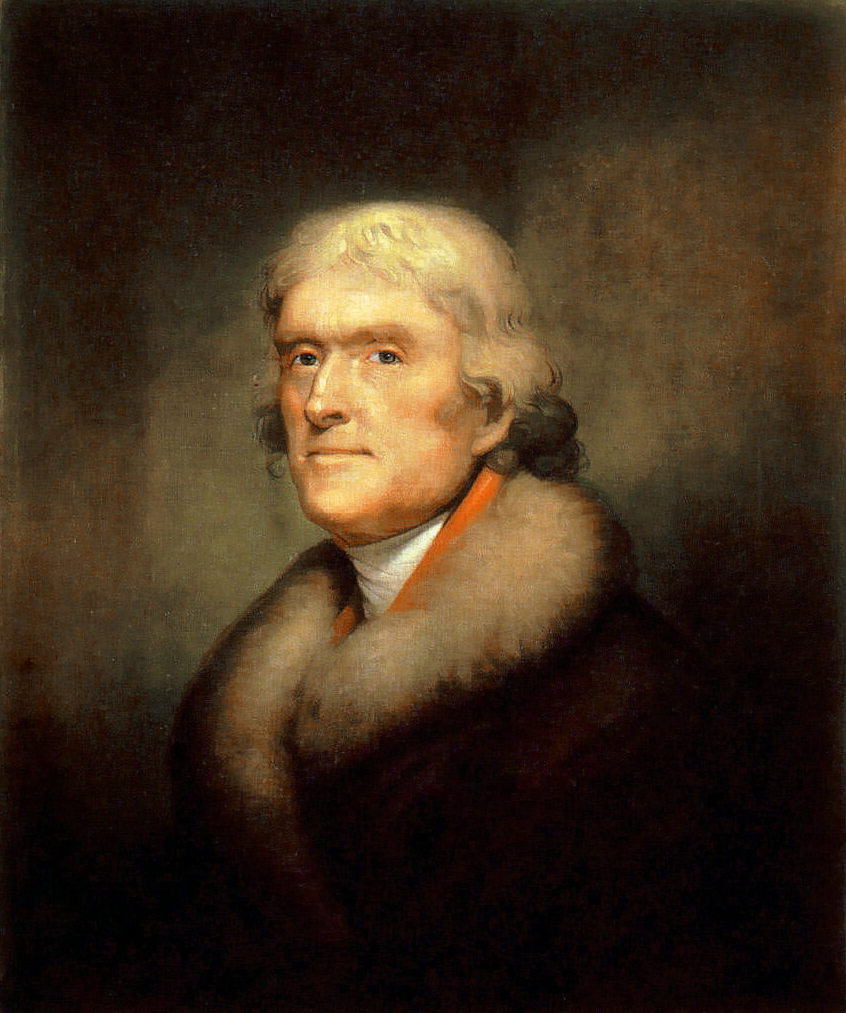
Portrait de Thomas Jefferson, président américain entre 1801 et 1809.

La guerre de 1812 trouve en partie ses origines dans les tensions commerciales qui existaient entre les jeunes États-Unis et le Royaume-Uni. Ce conflit se déroule dans le cadre particulier des guerres napoléoniennes, qui opposent la France au Royaume-Uni et à la plupart des autres pays européens entre 1803 et 1815, qui pénalisent le commerce américain dès 1803.
En réponse au blocus continental mis en place en 1806 par Napoléon Ier, les Britanniques décident dès 1807 d’imposer un embargo sur tous les ports de la France et de ses alliés par l’ordre du conseil de 1807. Le commerce international en est profondément affecté, et près de 900 bateaux américains sont capturés par les Britanniques, qui ne voulaient pas laisser le droit aux Américains de faire du commerce avec la France. Comme l’expliquait Horsman : « Dans la mesure du possible, l’Angleterre tenait à éviter d’entrer en conflit avec les États-Unis, mais pas au point de les laisser contrecarrer l’effort de guerre britannique contre la France. De plus, une grande partie des personnes influentes, au gouvernement ou à travers le pays, estimaient que les États-Unis représentaient une menace pour la suprématie maritime britannique. »
L’expansion de la marine marchande des États-Unis, qui doubla quasiment de taille entre 1802 et 1810, se heurtait au Royaume-Uni et à sa position jusqu’alors dominante, même si le principal partenaire commercial américain était alors le Royaume-Uni vers lequel près de 50 % des exportations nationales étaient vendues, cette proportion montant même jusqu’à 80 % pour l’exportation de coton. La marine marchande des États-Unis était de loin la plus grande flotte neutre du monde. L’opinion publique et la presse britanniques acceptaient difficilement l’accroissement de la concurrence sur le commerce international et sur le transport maritime de marchandises. Quant aux Américains, ils pensaient que le Royaume-Uni violait leur droit légitime à commercer librement avec les pays de leur choix.
Voulant conserver leur neutralité dans ce conflit européen, les États-Unis, sous l’impulsion du président Thomas Jefferson, adoptent les lois sur l'embargo en 1807 interdisant aux navires américains de naviguer vers les pays étrangers et aux bateaux étrangers d’entrer dans les ports américains. Cette loi est particulièrement mal accueillie, notamment chez les marchands de Nouvelle-Angleterre et est rapidement remplacée par le Non-Intercourse Act (littéralement, « acte de non intervention ») en 1809, qui n'interdit que le commerce avec les deux belligérants. Avec l’arrivée de James Madison à la Maison-Blanche et devant l’impossibilité de mettre en application cette loi, celle-ci fut remplacée en 1810 par la loi « Macon 2 », qui lève tous les embargos et dispose que si le Royaume-Uni ou la France rétablit le commerce avec les navires de commerce américains, les États-Unis réinstaureront l’embargo sur l’autre pays,. Voyant là une occasion à saisir, Napoléon annonce que tous les éléments qui freinaient les importations américaines seraient abolis. En vertu du Non-Intercourse Act, les États-Unis restaurent donc l’embargo contre le Royaume-Uni, ce qui les rapproche davantage de la guerre. En 1809, alors que les Britanniques s’y refusent toujours, la France a déjà accepté de finalement reconnaître le pavillon américain en mer, ce qui revenait à une reconnaissance officielle des États-Unis comme État souverain et libre de commercer avec qui il l’entendait.
Napoléon ne tint jamais ses promesses en faveur des importations américaines, et il semble même n’en avoir jamais eu l’intention,. Alors que Madison pensait avoir trouvé un stratagème ingénieux pour rétablir les échanges avec la France ou le Royaume-Uni, Napoléon est encore plus rusé. En échange d’une promesse vide et à laquelle les Américains n’ont aucun moyen de la contraindre, la France obtint l’alignement des États-Unis et surtout un moyen de détourner des ressources britanniques (navires, hommes et argent) du continent européen. Les efforts pacifiques n’aboutissant à aucune amélioration et face à une situation économique difficile, certains commencent à suggérer qu’une déclaration de guerre pourrait sauver l’honneur national, même parmi la majorité républicaine-démocrate du Congrès avec les « faucons de guerre ».

### Conscription forcée des «déserteurs» britanniques

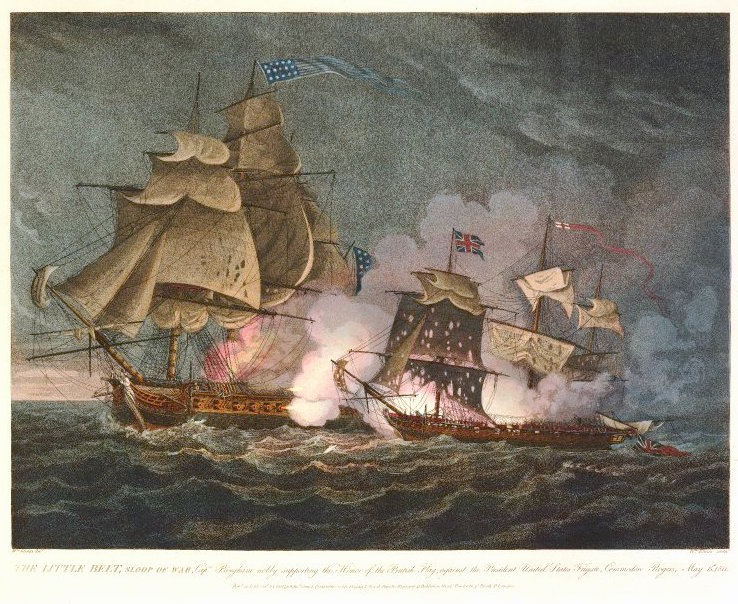
Gravure représentant l’affaire « Little Belt », opposant l’USS President au HMS Little Belt, le 16 mai 1811.

Au cours des guerres napoléoniennes, la Royal Navy porte la taille de sa flotte à 175 vaisseaux de ligne et 600 navires au total, ce qui nécessite 140 000 marins. Alors qu’en temps de paix, la Royal Navy est en mesure d’assurer le service de ses navires avec des volontaires, la tâche est beaucoup plus ardue en temps de guerre. En effet, la Royal Navy entre alors en concurrence avec des navires marchands et corsaires pour embaucher dans ses équipages des marins expérimentés britanniques, et elle se sert de la conscription (la presse) pour faire face au manque de volontaires. De nombreux marins de la marine marchande des États-Unis (estimée à plus de 11 000 en 1805) étant d’anciens combattants de la marine royale ou des déserteurs, les navires de la Royal Navy décident alors d’intercepter et de fouiller les navires marchands des États-Unis à la recherche de déserteurs. Cela rend furieux le gouvernement américain, surtout après l’affaire Chesapeake-Leopard (capture et inspection de l’USS Chesapeake américain par le HMS Leopard britannique).
Les Américains estiment que les déserteurs britanniques ont le droit d’échapper à la justice en devenant citoyens américains. Les Britanniques, qui ne reconnaissaient pas la citoyenneté des Américains naturalisés, considèrent que tout citoyen américain né britannique était susceptible d’être conscrit et qu’il est donc légitime de mener la chasse aux déserteurs. La situation est aggravée par la généralisation des faux papiers d’identité chez les marins, qui rendent difficile pour la Royal Navy de distinguer les non-Américains des Américains. Dès lors, il arrivait que certains Américains qui n'ont jamais été britanniques soient enrôlés de force, même si certains furent libérés en appel. L’opposition à cette conscription forcée se durcit lorsque les frégates britanniques commencèrent à mouiller juste à l’extérieur des ports, dans les eaux territoriales américaines, pour inspecter les navires à la recherche de contrebande et d’hommes à enrôler parmi ceux qui tentaient d’atteindre les côtes américaines. « Libre-échange et droits des marins » est alors devenu un cri de ralliement pour les États-Unis tout au long du conflit.

### Expansionnisme américain vers le Canada

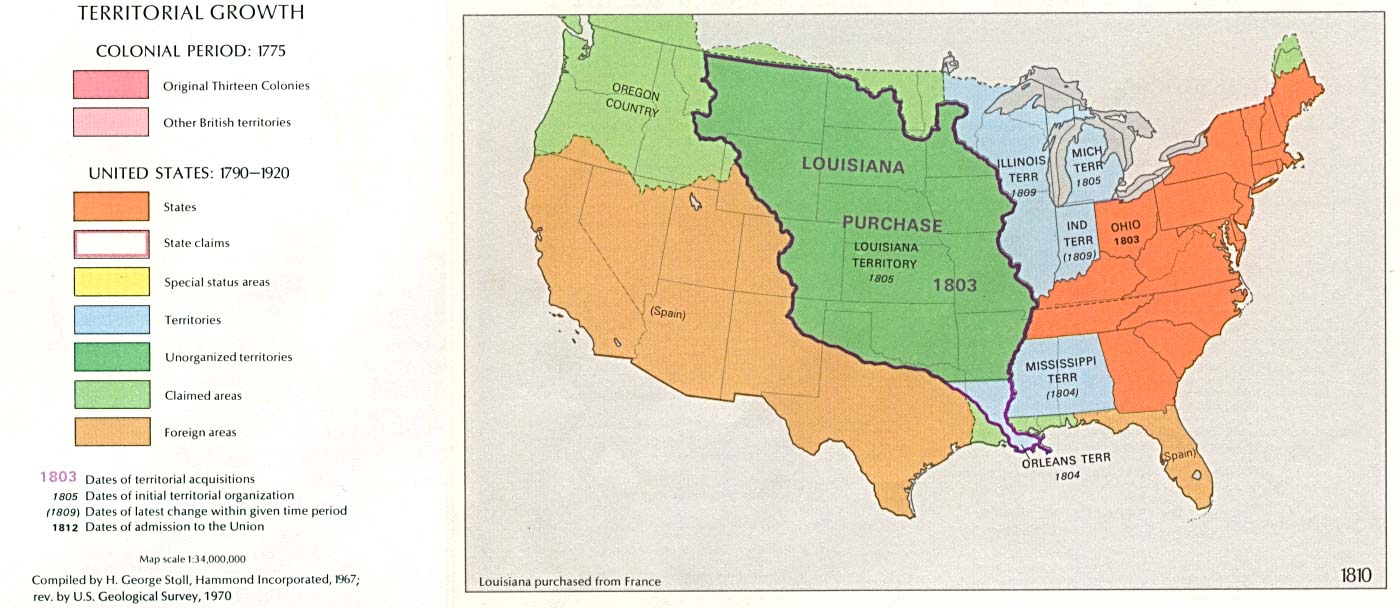
Carte des États-Unis au début de la guerre.

Avant 1940, certains historiens estimaient que l’expansionnisme américain et la volonté de prendre possession de terres canadiennes avaient été l’une des causes de la guerre de 1812, mais cette thèse a depuis perdu plusieurs de ses soutiens,,. Au début du XXe siècle, certains historiens canadiens avaient avancé cette théorie, qui reste encore largement répandue dans l’opinion publique canadienne,.

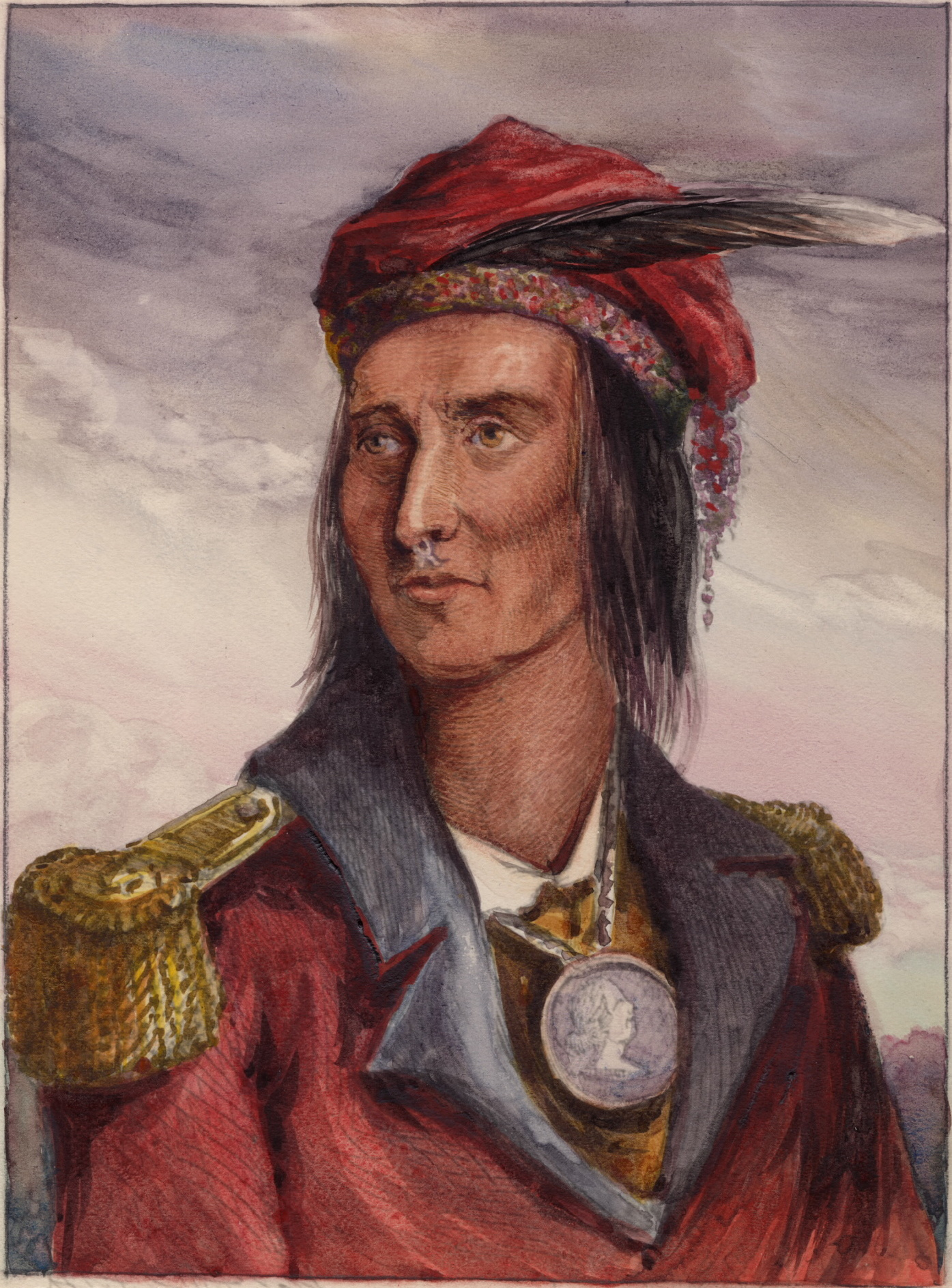
Portrait de Tecumseh, chef de la tribu des Shawnees, figure emblématique des Amérindiens opprimés.

Le président américain James Madison et ses conseillers auraient estimé que la conquête du Canada serait facile et que l’interruption de l’approvisionnement en nourriture des colonies des Indes occidentales des Britanniques les contraindrait à négocier une paix. Par ailleurs, avoir conquis le Canada aurait alors été un atout précieux lors des négociations. Certains colons de l’Ouest américain demandaient que les États-Unis s’emparent du Canada non pour récupérer des terres mais parce qu’ils pensaient que les Britanniques armaient les tribus amérindiennes, ce qui freinait les spéculateurs fonciers et les grandes familles de planteurs dans la conquête de l'Ouest, à l’époque encore embryonnaire et controversée.
Selon Horsman, « l’idée de conquérir le Canada était présente au moins depuis 1807, comme un moyen de forcer l’Angleterre à modifier sa politique maritime. La conquête du Canada était donc essentiellement un moyen dans la guerre, plutôt que son objectif. » Hickey affirme d’ailleurs de manière catégorique que « la volonté d’annexer le Canada n’a aucunement conduit au déclenchement de la guerre. » Enfin, d’après Brown, « le but de l’expédition canadienne était de peser pour les négociations, pas d’annexer le Canada. » Cette idée est également soutenue par un éminent universitaire canadien, Burt, pour qui Foster, le ministre britannique à Washington, a également rejeté l’argument selon lequel l’annexion du Canada était un objectif de guerre.

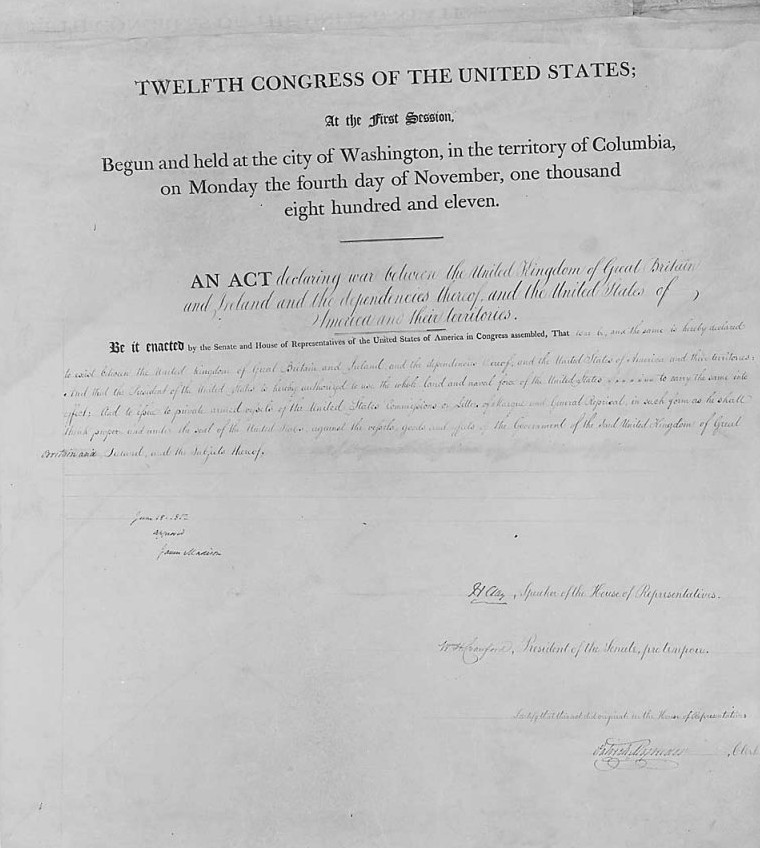
Texte de la déclaration de guerre par le Congrès des États-Unis.

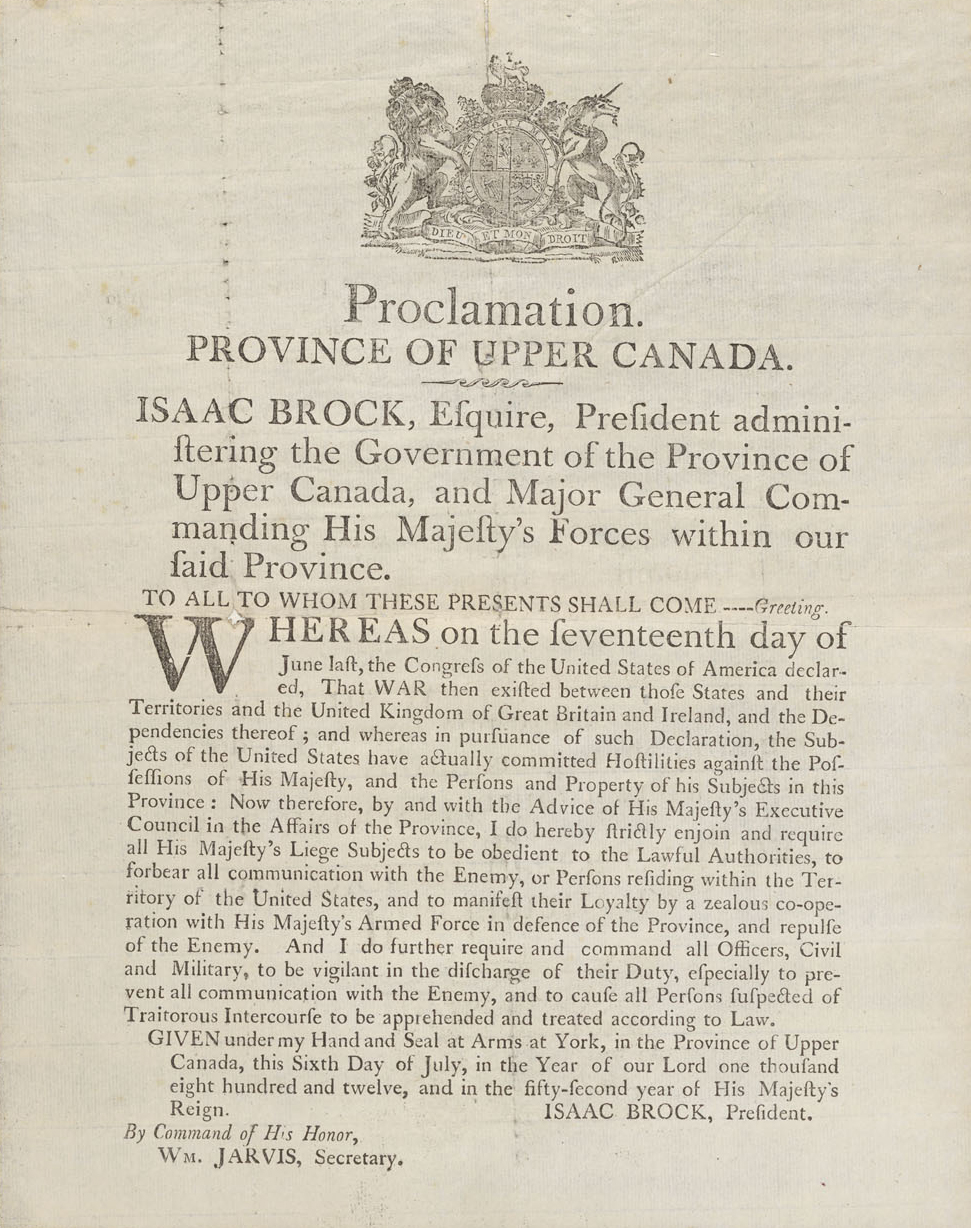
Proclamation d'Isaac Brock en réponse à la déclaration américaine.

La plupart des habitants du Haut-Canada (l’actuel Ontario) étaient à l’époque soit des exilés américains (les Loyalistes à la couronne, connus comme United Empire Loyalists), soit des immigrés arrivés après la guerre d’indépendance. Les Loyalistes étaient hostiles à toute union avec les États-Unis, et les autres colons semblaient se désintéresser totalement du problème. Les colonies canadiennes n’étaient que peu peuplées et faiblement défendues par l’armée britannique, alors très occupée en Europe. Certains Américains croyaient que les habitants du Haut-Canada allaient s’élever contre l’Empire et à saluer les « libérateurs » américains. Cette combinaison de facteurs suggérait que la conquête serait facile, comme le pensait l’ancien président Thomas Jefferson en 1812 : « la conquête du Canada cette année, jusqu’aux voisinages de Québec, sera une simple promenade, et nous en acquerrons de l’expérience pour ensuite pouvoir attaquer Halifax, puis finalement pour expulser l’Angleterre hors du continent américain. »

### La nouvelle politique indienne et la spéculation foncière
Les Britanniques étaient alliés de longue date à la nation iroquoise, de loin la plus grande et la plus belliqueuse des nations amérindiennes de l’Est, présente au Canada comme aux États-Unis. Ils avaient promis de ne pas franchir les Appalaches pour fidéliser les Amérindiens dans la guerre contre les Français dans les années 1750. Les incursions de spéculateurs fonciers du Kentucky, dont la population atteint en 1792 les 60 000 habitants nécessaires pour créer un État mais ne représente toujours que 3 % des deux millions d’Américains, qui ont assez de terres à l’Est, ont déclenché l’agressivité des Iroquois, des Séminoles et des Creeks, qui sont habilement manœuvrés par ces spéculateurs. Certains de ces spéculateurs, dans le Sud, sont des officiers supérieurs de l’armée américaine. Ce désir d’avancer vers l’Ouest s’effectue en particulier dans le climat d’intense spéculation qui a caractérisé à cette époque l’histoire de la culture du coton.
La déclaration de guerre a été votée avec la plus petite majorité jamais enregistrée au Congrès des États-Unis lors d’un vote sur le déclenchement d’une guerre. Ces courtes majorités, arrachées de justesse, sont caractéristiques de la période de spéculation foncière de la première partie du XIXe siècle aux États-Unis, qui voit le parti démocrate se déchirer et se créer le Parti républicain ainsi que le Parti du sol libre, abolitionniste.
Les États du Connecticut, de Rhode Island et du Massachusetts sont opposés à ce conflit,,. Au Royaume-Uni, le premier ministre Spencer Perceval, assassiné par balle le 11 mai 1812, fut remplacé à la tête du gouvernement britannique par Robert Jenkinson, 2e comte de Liverpool, qui était en faveur d’une attitude plus pragmatique avec les États-Unis. Il abrogea la loi sur la conscription forcée, mais la nouvelle n’atteignit les États-Unis que trois semaines plus tard, le temps de traverser l’Atlantique.

## Déroulement

Théâtre nord-est de la Guerre de 1812.

Bien que la guerre ait été précédée par plusieurs années de conflits diplomatiques, aucun des camps n’était prêt lors de son déclenchement. Le Royaume-Uni était soumis à rude épreuve par les guerres napoléoniennes, la majeure partie de l’armée britannique étant engagée dans la guerre d'indépendance espagnole, et la Royal Navy obligée de maintenir un blocus maritime de la côte Ouest du continent européen.
Les troupes régulières britanniques présentes au Canada en juillet 1812 comptaient 6 034 hommes, appuyés par la milice canadienne du Bas-Canada qui avait un effectif, tout théorique, de 60 000 hommes mais n’aligna qu'environ 10 000 hommes conscrits et volontaires, dont on signala 1 620 cas de désertion. Tout au long de la guerre, le secrétaire d’État britannique à la Guerre et aux Colonies fut Henry Bathurst (3e comte de Bathurst). Au cours des deux premières années de la guerre, il ne put pas envoyer de renforts en Amérique du Nord et recommanda au commandant en chef pour l’Amérique du Nord et futur gouverneur-général, le Lieutenant-Général Lord George Prévost, d’adopter une stratégie défensive. Naturellement prudent, Prévost suivit ces instructions et consacra ses troupes à la défense du Bas-Canada et du Haut-Canada. L’abdication de Napoléon en 1814 permit la fin de la guerre en Europe et rendit disponible une grande quantité de soldats pour le conflit nord-américain. Prévost lança alors une offensive vers la région de New York et du Vermont mais échoua et dut battre en retraite après la bataille de Plattsburgh.
Les États-Unis n’étaient pas préparés à mener une guerre, le président Madison ayant considéré que les milices des États seraient capables de conquérir rapidement le Canada, ce qui déclencherait l’ouverture des négociations. En 1812, l’armée régulière comptait moins de 12 000 hommes. Le Congrès autorisa l’armée à être portée à 35 000 hommes, mais l’engagement était volontaire et impopulaire ; les soldes étaient faibles et les officiers entraînés et expérimentés, peu nombreux, surtout au début de la guerre. Les miliciens appelés en renfort pour appuyer l’armée protestèrent contre le fait de combattre loin de leur État. Ils n’avaient pas à respecter la discipline militaire et étaient généralement hors de leur État peu efficaces face à l’ennemi. Les États-Unis eurent par ailleurs de grandes difficultés à financer cette guerre. Ils avaient supprimé leur banque centrale, et les banques privées du Nord-Est étaient opposées à la guerre. Un banquier franco-américain, Stephen Girard, né Étienne Girard, garantit à un moment 95 % des bons de guerre émis par les États-Unis.
Au début de la guerre, les États-Unis tentèrent d’envahir les colonies nord-américaines mais furent repoussés et perdirent la ville de Détroit. Différentes batailles eurent lieu dans la région des Grands Lacs (bataille de Queenston Heights, etc.). Les premiers échecs américains, liés à l’impréparation et à une absence d'autorité, conduisirent au renvoi de William Eustis comme secrétaire à la Guerre des États-Unis. Son successeur, John Armstrong, Jr., élabora une stratégie fin 1813 pour prendre Montréal, mais son projet fut contrecarré par une logistique défaillante, les conflits entre commandants d’armée et l’inexpérience des troupes. Lors de la bataille de la Châteauguay, près de Montréal, les Américains, pourtant très supérieurs en nombre, se virent repoussés audacieusement par le commandant canadien-français de Salaberry et ses volontaires québécois. En 1814, le moral et le commandement de l’armée s’améliorèrent grandement, mais Armstrong fut renvoyé à la suite de l’incendie de Washington. La guerre s’acheva avant que James Monroe appelé par Madison à exercer l'intérim du Secrétariat à la Guerre puisse élaborer une nouvelle stratégie.
La guerre était fortement impopulaire, surtout en Nouvelle-Angleterre, où les opposants exprimaient leur opposition. L’incapacité de la Nouvelle-Angleterre à envoyer des miliciens et à fournir une participation financière fut un sérieux handicap. Les menaces de sécession de la Nouvelle-Angleterre étaient fortes. Le Royaume-Uni profita de ces divisions pour bloquer, pendant la plus grande partie de la guerre, exclusivement les ports américains du Sud, ce qui encourageait la contrebande.
Maîtresse des mers, la Royal Navy fit le blocus de la côte Est, ce qui affaiblit l’économie américaine en raison de la réduction dramatique des exportations agricoles. Les Britanniques utilisèrent aussi leur domination maritime pour mener des raids côtiers. En août 1814, ils essayèrent de prendre l’État de New York, s’emparèrent de Washington et l'incendièrent, détruisant les bâtiments publics (dont la Maison-Blanche et le Capitole) et bombardèrent Baltimore. En revanche, les batailles navales sur les Grands Lacs tournèrent à l’avantage des États-Unis, ce qui leur permit de limiter l’expansion terrestre des troupes britanniques.
À la fin de la guerre, une flotte britannique remonta le Mississippi et engagea des forces pour s’emparer de La Nouvelle-Orléans, mais les Britanniques furent écrasés à la bataille de La Nouvelle-Orléans par le général Andrew Jackson. La guerre se termina par un statu quo ante bellum en 1814, qui accrut la fierté américaine et confirma la pleine indépendance de la jeune nation américaine.

### Théâtre atlantique

#### Batailles maritimes
Le Royaume-Uni a longtemps été la puissance navale prééminente dans le monde, comme il l’a confirmé lors de son épique victoire sur les Français et les Espagnols à la bataille de Trafalgar, en 1805. En 1812, la Royal Navy avait 85 navires dans les eaux américaines. En revanche, la marine des États-Unis, qui n’avait pas encore vingt ans, n’était composée que de 22 frégates, même si plusieurs de ces frégates étaient exceptionnellement grandes et puissantes pour leur classe. Alors que la frégate britannique standard de l’époque possédait 38 canons, dont 18 canons en batterie sur leur bordée principale, l’USS Constitution, l’USS President et l’USS United States, construites comme des vaisseaux de 44 canons, pouvaient en fait emporter 56 canons, avec une bordée principale de 24 canons. Les succès militaires de ces trois frégates forcèrent les Britanniques à construire cinq frégates lourdes à 40 canons, deux frégates à 50 canons (le HMS Leander et le HMS Newcastle), et à recycler trois anciennes canonnières en frégates lourdes.
La stratégie britannique était de protéger ses propres navires marchands à destination et en provenance de Halifax et du Canada et d’imposer un blocus aux principaux ports américains. En raison de leur infériorité numérique, les Américains cherchaient à ébranler les Britanniques par une tactique d’attaques éclairs, comme la prise de navires et de leur cargaison, et choisissaient de ne livrer bataille que dans des circonstances favorables. Ils connurent ainsi leurs premiers succès maritimes. Peu de jours après la déclaration officielle de guerre, deux petites escadres furent constituées : la première, composée de la frégate USS President et du sloop USS Hornet, sous le commandement de John Rodgers, et la seconde, des frégates USS United States et USS Congress et du brick USS Argus, menée par le capitaine Stephen Decatur.

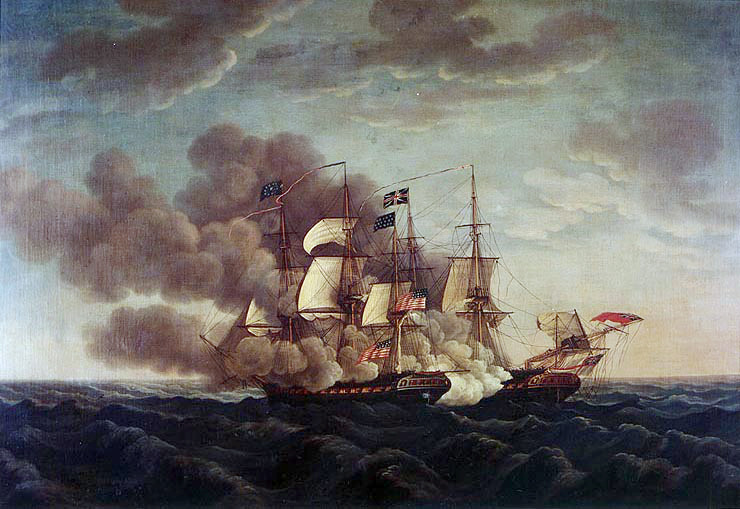
Combat entre l’ et le, peinture de Michel Felice Corne (1752-1845).

Enfin, le capitaine Isaac Hull, commandant l’USS Constitution, appareilla de la baie de Chesapeake le 12 juillet. Le 17 juillet. Il fut pris en chasse par une escadre britannique dont il ne put se défaire qu’au bout de deux jours. Après une brève escale à Boston pour reconstituer ses réserves d’eau potable, le Constitution engagea le combat contre la frégate britannique HMS Guerriere le 19 août. Après 35 minutes de combat, le Guerriere fut démâtée et capturée avant d’être brûlée. Hull retourna alors à Boston et propagea la nouvelle de cette importante victoire. Le 25 octobre, l’USS United States, commandé par le capitaine Decatur, captura la frégate britannique HMS Macedonian, qu’il ramena ensuite au port. À la fin du mois, le commandement du Constitution fut confié au capitaine William Bainbridge qui se dirigea vers le Sud. Le 29 décembre, au large de Bahia (Brésil), il rencontra la frégate HMS Java. Après une bataille qui dura trois heures, le Java rendit les armes, et le bateau fut brûlé après avoir été jugé irrécupérable. Quant à l’USS Constitution, il sortit de la bataille sans aucun dommage, ce qui lui valut le surnom de « Old Ironsides ».

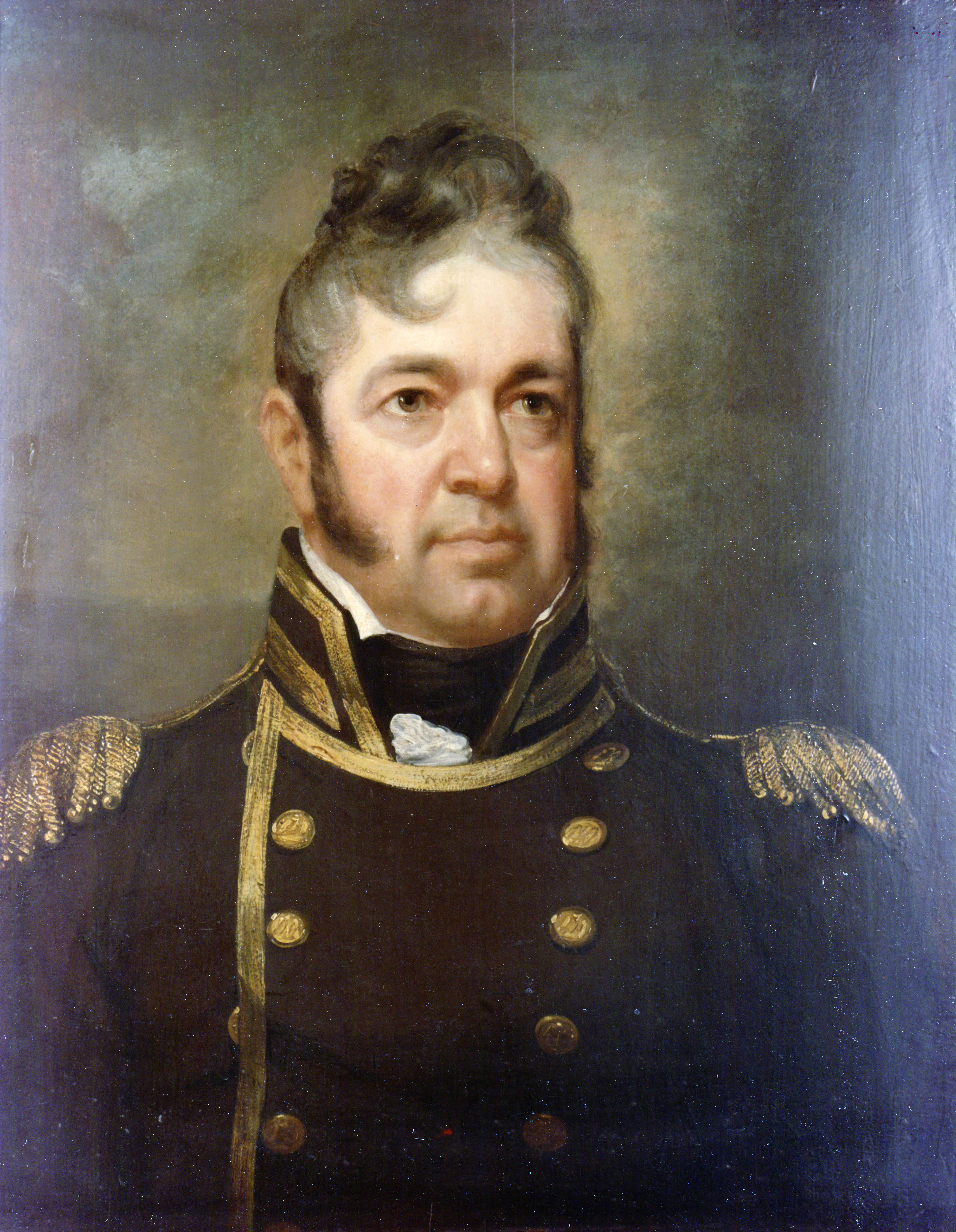
Portrait du capitaine W. Bainbridge.

En janvier 1813, la frégate américaine USS Essex, sous le commandement du capitaine David Porter, partit pour l’océan Pacifique avec l’intention d’y harceler les navires britanniques. En effet, de nombreux baleiniers britanniques disposaient de lettres de marque qui les autorisaient à attaquer les baleiniers américains, ce qui avait quasiment détruit cette industrie. Afin de mettre fin à cette pratique, l’Essex poursuivit les baleiniers britanniques et leur infligea des dégâts considérables avant de se faire capturer au large de Valparaíso (Chili), le 28 mars 1814, par la frégate HMS Phoebe et le sloop HMS Cherub.
Au cours de ces affrontements, les Américains avaient l’avantage sur les Britanniques en étant armés de canons de plus grande taille et plus puissants (à l’exception de l’Essex, qui était équipé de caronades, ce qui facilita sa capture en 1814). Toutefois, les sloops et les bricks de la marine des États-Unis ont également remporté plusieurs victoires sur des navires de force égale de la Royal Navy, ce qui s’expliquait par la différence entre les équipages. Les équipages des navires américains étaient composés de volontaires expérimentés et entraînés, alors que l’élite de la flotte britannique était mobilisée en Europe, et que les équipages en service en Amérique du Nord n’étaient pas suffisamment formés et entraînés en raison de la charge qu’exigeait le blocus des côtes. La capture des trois frégates britanniques poussa les Britanniques à réagir. Le nombre de navires affectés à la côte américaine augmenta, et le blocus fut resserré. Le 1er juin 1813, au large du port de Boston, la frégate USS Chesapeake commandée par le capitaine James Lawrence fut capturée par la frégate britannique HMS Shannon sous le commandement du capitaine Philip Broke. Lawrence fut mortellement blessé mais parvint à lancer cette phrase restée célèbre : « N’abandonnez pas le navire ! Tenez bon ! ».

#### Blocus

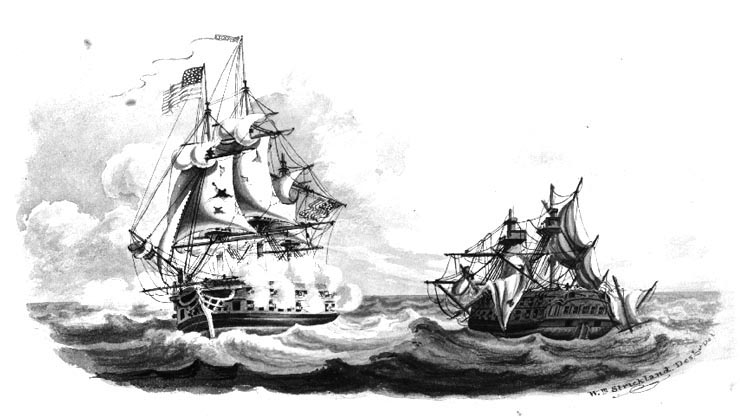
Gravure montrant la bataille entre les frégates USS United States et HMS Macedonian, le 25 octobre 1812.

Lorsque la guerre débuta, la flotte britannique eut des difficultés à imposer le blocus sur l’ensemble de la côte des États-Unis alors qu’elle devait également poursuivre les corsaires américains. Le gouvernement britannique, ayant besoin des produits alimentaires américains pour son armée en Espagne, bénéficia de la bonne volonté des habitants de Nouvelle-Angleterre à commercer avec eux, et la Nouvelle-Angleterre ne connut pas de blocus au début de la guerre. Plus au sud, la portion de côte entre la baie de la Delaware et la baie de Chesapeake fut déclarée sous blocus le 26 décembre 1812. La domination de la flotte britannique lui permit d’occuper la baie de Chesapeake et d’attaquer et de détruire de nombreux quais et ports.
Le blocus fut ensuite étendu à toute la côte américaine au sud de Narragansett (Rhode Island) en novembre 1813 et, finalement, à la Nouvelle-Angleterre le 31 mai 1814. En même temps, du commerce de contrebande eut lieu au moyen de captures collusoires arrangées entre les marchands américains et des officiers britanniques; les navires américains passaient ensuite sous pavillon neutre. Finalement, le gouvernement américain fut amené à ordonner l'arrêt de ce trafic illicite, ce qui rendit les restrictions au commerce national encore plus pesantes.
Enfin, les commandants de la flotte britannique, basée au port militaire de la Royal Navy aux Bermudes, reçurent l’instruction d’encourager la fuite des esclaves américains en leur offrant leur liberté, comme ils l'avaient fait pendant la révolution américaine. Des milliers d’esclaves noirs passèrent avec leur famille sous le giron britannique et furent recrutés dans le 3e bataillon colonial des Royal Marines sur l’île occupée de Tangier, dans la baie de Chesapeake. Une autre compagnie de Royal Marines fut formée aux Bermudes, où de nombreux esclaves libérés (hommes, femmes et enfants) ont reçu un logement et un emploi. Cette compagnie était conservée sur l’île comme force défensive en cas d’attaque. Ces anciens esclaves combattirent pour l’Empire britannique tout au long de la campagne, y compris lors de l’attaque de Washington, et lors de la campagne de Louisiane.
Le blocus des ports américains devint si serré que la plupart des navires, marchands et militaires, restaient confinés au port. Les frégates USS United States et USS Macedonian ont donc fini la guerre amarrées dans la ville de New London. Quelques navires marchands se basèrent en Europe ou en Asie et continuèrent de commercer. Toutefois, la Royal Navy ne bloquait pas les exportations à partir de Nouvelle-Angleterre, car celle-ci n'appliquait pas les règles fédérales qui interdisaient de commercer avec le Canada et le Royaume-Uni. Des navires, principalement de Nouvelle-Angleterre, obtinrent donc l'autorisation de l’amiral John Borlase Warren, commandant en chef de la flotte britannique, en 1813, de traverser le blocus et commercer. Cela permit à l’armée de Wellington, combattant en Espagne, d’être approvisionnée en produits américains et permit aussi de maintenir une forte opposition à la guerre dans l’esprit des habitants de Nouvelle-Angleterre. Grâce à ses escadres puissantes et au blocus, la Royal Navy fut dès lors en mesure de faire débarquer des troupes sur les côtes américaines, ouvrant ainsi la voie à l’attaque de Washington en 1814, dont il a été question plus haut. Ce blocus a abouti à la diminution des exportations américaines de 130 millions de dollars en 1807 à 7 millions de dollars en 1814.
À la suite de ses premières défaites, l’amirauté britannique institua une nouvelle politique selon laquelle les trois grosses frégates américaines ne devaient être attaquées que par un navire de ligne ou par une escadre de petits navires de force équivalente. Cette stratégie trouva son application dans la capture de l’USS President par une escadre de quatre frégates britanniques, en janvier 1815 même si l’essentiel de l’attaque fut menée par le HMS Endymion,.
Le rôle des corsaires américains, dont une partie appartenait à l’United States Navy mais dont la majorité étaient des mercenaires, fut important. Leurs actions se poursuivirent jusqu’à la fin de la guerre et ne furent que partiellement touchées par le regroupement des navires marchands britanniques en convois, escortés par la Royal Navy. L’audace des croiseurs américains fut illustrée par les ravages effectués dans les eaux britanniques par le sloop USS Argus, qui fut finalement capturé le 14 août 1813 au large de St David's Head, au pays de Galles, par le brick HMS Pelican. Près de 1 554 navires furent capturés et revendiqués par les vaisseaux américains (civils ou militaires), dont 1 300 capturés par les corsaires,,. Ces chiffres peuvent varier selon les sources. Ainsi, selon Lloyd's, l’assureur londonien, seuls 1 175 navires britanniques furent capturés dont 373 furent repris (soit une perte nette de 802 bâtiments).
Parmi les corsaires s’étant engagés auprès des américains, John Ordronaux, originaire de Nantes, de distingua particulièrement. Il est crédité d’avoir capturé une trentaine de navires marchands britanniques et d’avoir endommagé 18 vaisseaux de guerre entre 1812 et 1814. Un navire de guerre américain de la Seconde Guerre mondiale, l’USS Ordronaux (DD-617) (en), lui doit son nom.

#### Campagne de Chesapeake

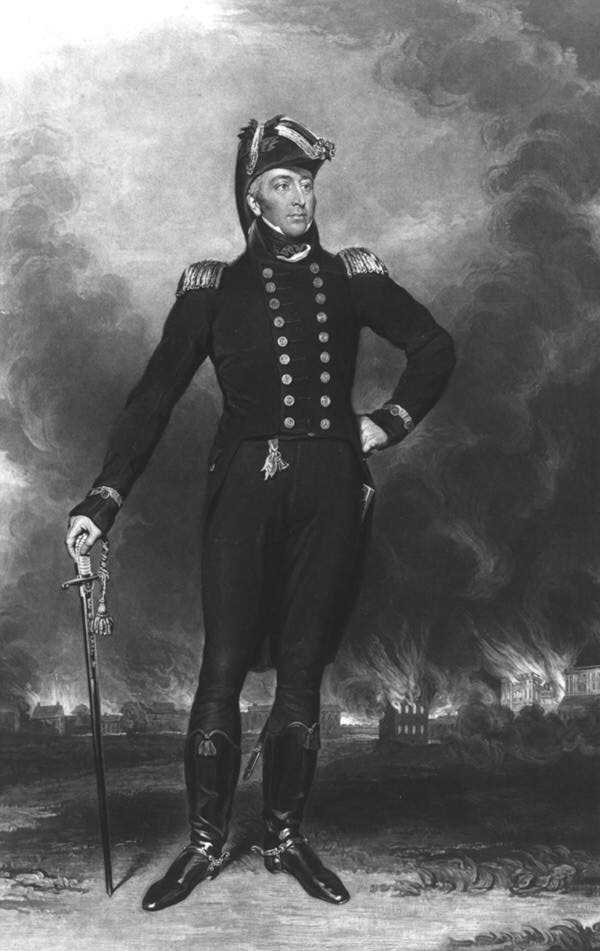
Portrait de G. Cockburn.

L’emplacement stratégique de la baie de Chesapeake, près de la capitale américaine, en faisait une cible de choix pour les Britanniques. À partir de mars 1813, l'escadre du contre-amiral George Cockburn commença le blocus de la baie et attaqua les villes le long de la baie, de Norfolk à Havre de Grace. Le 4 juillet 1813, Joshua Barney, un héros naval de la Guerre d’indépendance, convainquit le Département de la Marine de construire la flottille de la baie de Chesapeake, une escadre composée de vingt gabares. Lancée en avril 1814, l’escadre fut rapidement acculée à la rivière Patuxent et harcela la Royal Navy mais ne parvint pas à mettre fin à la campagne britannique, qui aboutit finalement à l’incendie de Washington.

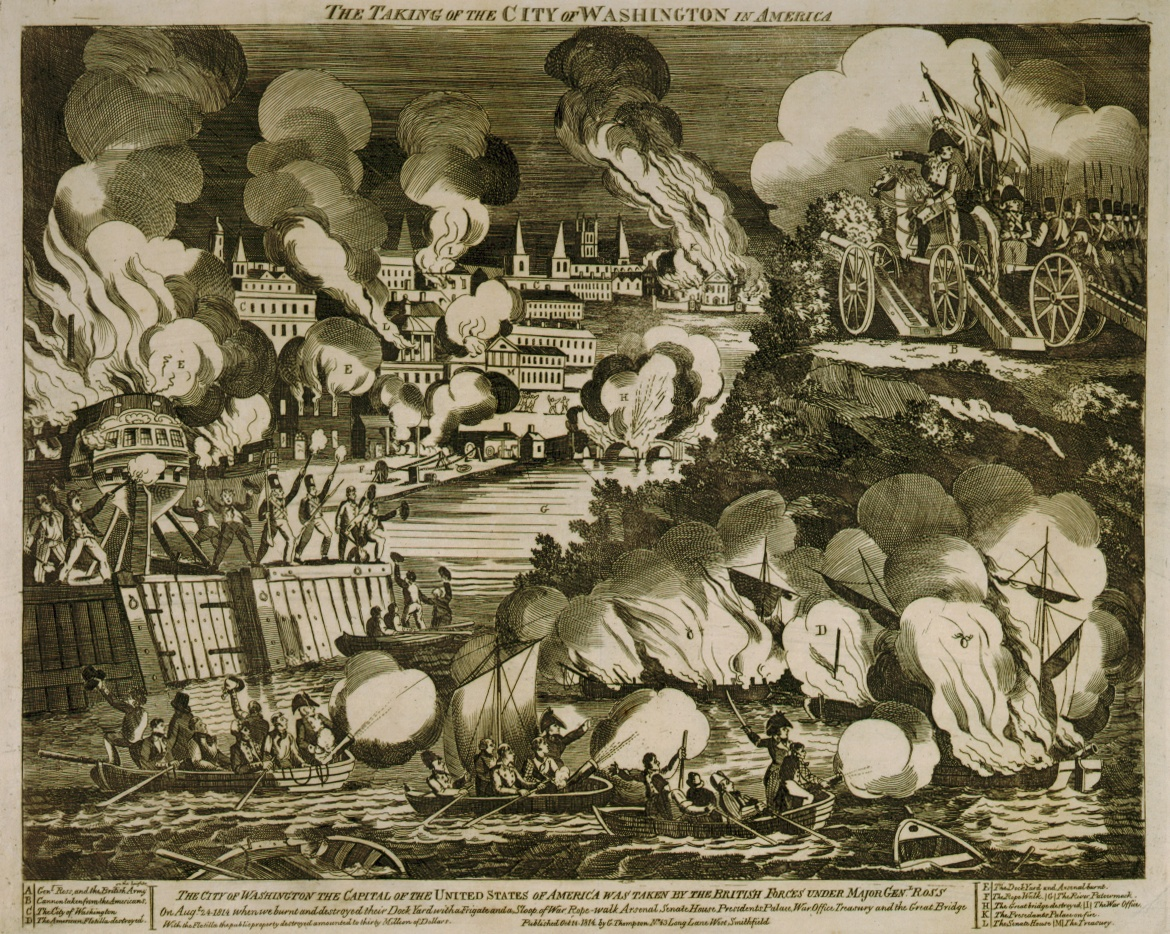
Gravure montrant la prise de Washington par les Britanniques, en 1814.

Cette expédition, conduite par Cockburn et le général Robert Ross, se déroula entre le 19 et le 29 août 1814 à la suite du durcissement de la politique britannique en 1814 alors que des émissaires britanniques et américains s’étaient réunis pour des négociations de paix à Gand en juin année. C’est ainsi que l’amiral Warren fut remplacé en tant que commandant en chef par l’amiral Alexander Cochrane avec des renforts et un mandat pour contraindre les Américains à une paix favorable. Le gouverneur-général du Canada, Sir George Prévost, écrivit aux amiraux situés aux Bermudes pour appeler à une riposte à la suite du sac de York (la future Toronto) par les Américains. Une force de 2 500 soldats sous le commandement du général Ross, à bord d’une flotte de la Royal Navy composée du HMS Royal Oak, de trois frégates, de trois sloops et de dix autres navires, venait d’arriver aux Bermudes.
Libérée de la guerre d'indépendance espagnole après la victoire britannique, cette flotte devait permettre d’effectuer des raids de diversion le long des côtes du Maryland et de la Virginie. En réponse à la demande de Prévost, il fut décidé d’utiliser cette force de concert avec la marine et les unités militaires, déjà présentes sur la base, pour attaquer Washington. Le 24 août, Armstrong, le secrétaire de la guerre, insista pour que les Britanniques attaquent Baltimore, plutôt que Washington, alors même que l’armée britannique était déjà en route pour la capitale. La milice américaine inexpérimentée, qui s’était rassemblée dans le Maryland pour protéger la capitale, fut défaite dans la bataille de Bladensburg, ce qui ouvrit la voie jusqu’à Washington. Bien que Dolley Madison sauvât de nombreux objets de la résidence présidentielle, le président James Madison fut contraint de fuir en Virginie.
Les commandants britanniques mangèrent le repas qui avait été préparé pour le président avant de brûler la Maison-Blanche. Le moral du peuple américain fut réduit à son plus bas niveau. Plus tard, ce même soir, une tempête balaya la ville et causa davantage de dommages, mais l’incendie fut finalement éteint grâce aux pluies torrentielles. Les chantiers navals furent incendiés volontairement par les Américains afin d’éviter la capture de navires de guerre et de matériels.

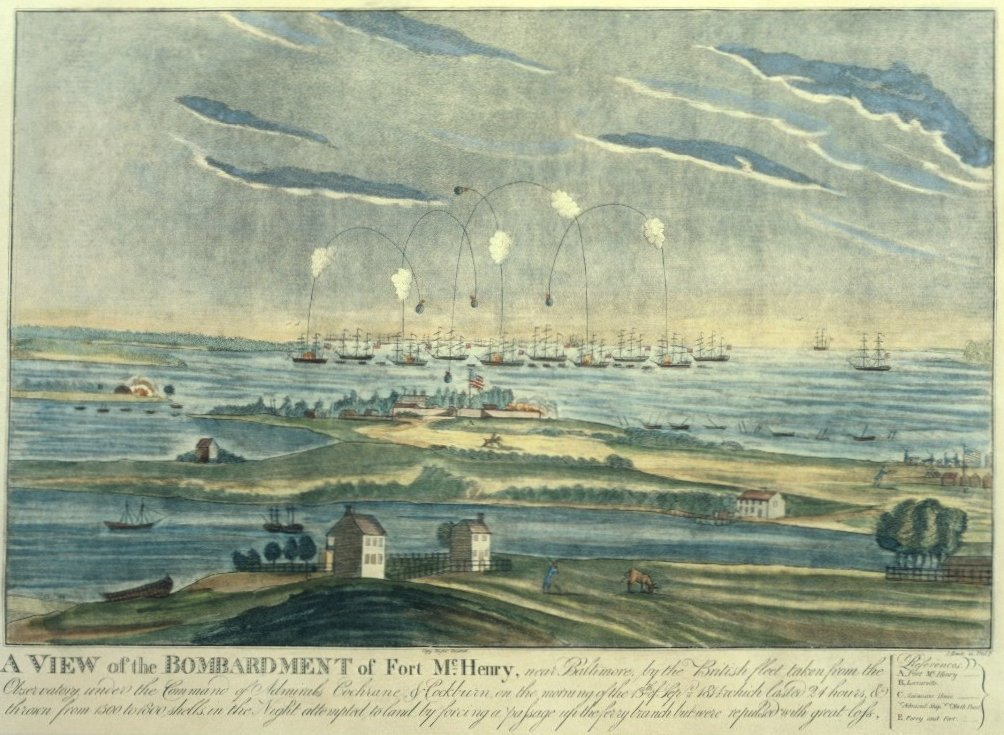
Bombardement du fort McHenry, le 13 septembre 1814.

Une fois la tempête terminée et après avoir détruit les bâtiments publics de Washington, l’armée britannique se dirigea vers Baltimore, dont le port était une base importante des corsaires américains. Par la suite, la bataille de Baltimore commença lorsqu’une compagnie britannique débarqua à North Point, avant de se retirer lorsque le général Ross fut tué à un avant-poste américain. Les Britanniques essayèrent également d’attaquer Baltimore par la mer, le 13 septembre mais ne parvinrent pas à prendre le contrôle du Fort McHenry, à l’entrée du port de Baltimore. Dans les faits, la bataille du Fort McHenry n’était pas réellement une bataille, les canons britanniques ayant une portée plus importante que celle des canons américains. En conséquence, ils se tinrent hors de portée des tirs américains pour bombarder le fort. Ils avaient planifié une coordination avec une force terrestre, mais cela était impossible à cause de la distance, et les Britanniques durent battre en retraite. Toutes les lumières de la ville furent éteintes la nuit pendant l’attaque, et le fort fut bombardé pendant 25 heures. La seule lumière visible était celle provoquée par les explosions des obus au Fort McHenry, qui révélait que le drapeau américain flottait toujours sur le fort. La défense du fort inspira à l’avocat américain Francis Scott Key l’écriture d’un poème qui finira par fournir les paroles de The Star-Spangled Banner, qui deviendra l'hymne national américain.

### Théâtre canadien

#### Invasion du Bas et Haut-Canada (1812)

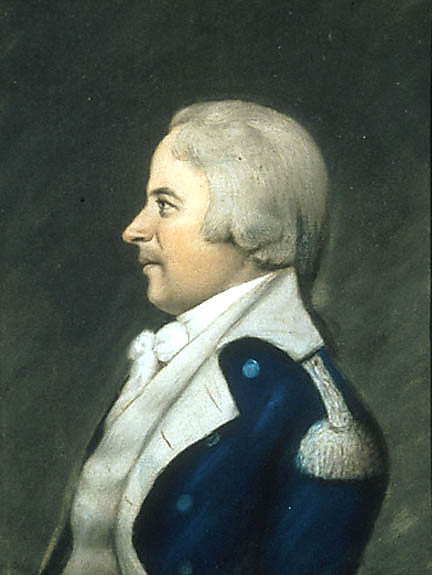
Portrait de William Hull.

Les dirigeants américains avaient supposé que le Canada serait conquis facilement. L’ancien président Jefferson, très optimiste, pensait d’ailleurs que cette conquête ne serait qu’une simple formalité. En effet, étant donné que le Haut-Canada était habité par de nombreux émigrants américains, les deux camps supposèrent à tort que cela favoriserait l’avancée des troupes d’invasion. Les relations entre les habitants situés de part et d’autre de la frontière étaient si bonnes que le général Prevost, le gouverneur général du Canada, approvisionnait ses troupes sur le marché américain. Malgré de nombreuses tentatives, les Américains ne parvinrent pas à enrayer cette pratique, qui pré-existait largement à la guerre.
Dans le Bas-Canada, beaucoup plus peuplé, la Grande-Bretagne était soutenue à la fois par l’élite anglophone, très loyale envers l’Empire, et par l’élite canadienne-française, qui craignait que la conquête américaine ne détruise l’ordre ancien en introduisant le protestantisme, l’anglicisation, la démocratie républicaine et le capitalisme. La crainte existait également que l’arrivée d’immigrants américains ne réduise la superficie de bonnes terres disponibles.
Les combats se sont déroulés dans l’ouest du pays, principalement autour du lac Érié, autour de la rivière Niagara entre le lac Érié et le lac Ontario, ou à proximité du fleuve Saint-Laurent et du lac Champlain.
Le franchissement du Saint-Laurent et la prise de Montréal et de Québec auraient rendu difficile le maintien du Royaume-Uni en Amérique du Nord, mais les États-Unis choisirent de commencer les combats au niveau de la frontière occidentale. Ce choix fut motivé par le fait que c’est dans cette zone que les habitants étaient les plus favorables à une guerre contre le Royaume-Uni, qui avait vendu des armes aux Amérindiens pour empêcher l’installation des colons.

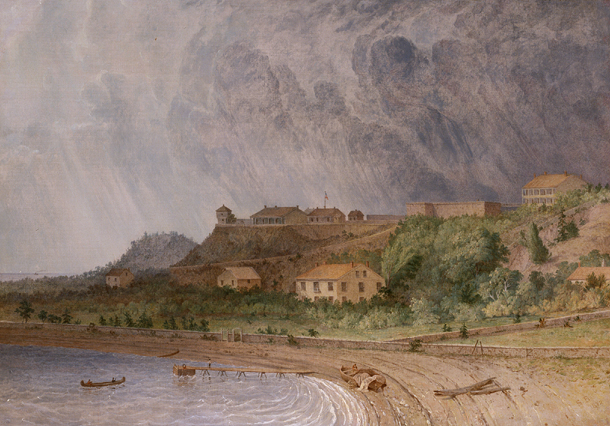
Peinture représentant le fort Mackinac.

Les Britanniques enregistrèrent rapidement un important succès. Le détachement de l’île de Saint-Joseph sur le lac Huron fut en effet informé de la déclaration de guerre avant la garnison américaine à proximité, sur l’île Mackinac, dans le Michigan. Un groupe d’intervention débarqua sur l’île le 17 juillet 1812 et pointa un canon en direction du fort Mackinac. Pris par surprise, les Américains se rendirent à la première salve. Cette première victoire provoqua le ralliement de tribus amérindiennes aux Britanniques, se joignant notamment à leur armée d’Amherstburg.
Le 12 juillet 1812, le général de brigade américain William Hull quitta Détroit pour pénétrer au Canada, avec une armée composée essentiellement de miliciens. Une fois sur le sol canadien, Hull publia une proclamation ordonnant à tous les sujets britanniques de se rendre, ou « les horreurs et les calamités de la guerre s’abattront sur vous ». Il menaça également de tuer les prisonniers britanniques qui combattaient aux côtés des Indiens. Cette déclaration eut l’effet inverse de celui désiré et contribua à renforcer la résistance face aux attaques américaines.
Dès qu’il reçut la nouvelle de la victoire des Britanniques à Mackinac et du fait de la menace sur ses lignes de ravitaillement après les batailles de Brownstown et Monguagon, Hull décida de battre en retraite. Il se réfugia avec ses 2 500 hommes au fort Lernoult (souvent appelé fort Détroit avant d’être renommé ensuite fort Shelby).
Le général de division britannique, Isaac Brock, avança sur le fort Détroit avec 1 200 hommes. Il fit en sorte que les Américains interceptent une fausse correspondance qui disait au'il n’avait besoin que de 500 combattants amérindiens pour prendre Détroit. Craignant que les Britanniques ne fomentent des attaques amérindiennes sur d’autres sites, Hull ordonna l’évacuation des habitants de fort Dearborn (Chicago) vers le fort Wayne. Après avoir été initialement autorisés à passer sans risque, les habitants furent attaqués par des indiens Potawatomis le 15 août au cours du massacre de Fort Dearborn. Ce dernier fort fut ensuite incendié. Craignant les Amérindiens et leurs menaces de torture et de scalpation et pensant que les troupes britanniques étaient plus nombreuses qu'en réalité, Hull décida de se rendre sans combattre le 16 août.

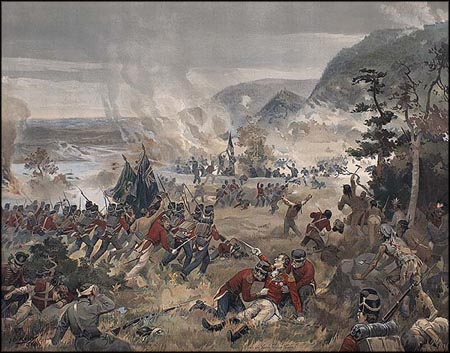
La mort de Sir Isaac Brock, lors de la bataille de Queenston Heights.

Brock se rendit rapidement à l’extrémité orientale du lac Érié, où le général américain Stephen Van Rensselaer s’apprêtait à lancer une seconde vague d’invasion. Le gouverneur général britannique, Prévost, diplomate habile et peu favorable à la guerre, organisa en août 1812 la signature d’un armistice avec Dearborn, qui empêcha Brock d’envahir le territoire américain. Le cessez-le-feu fut annulé par le président américain Madison dès qu’il en a pris connaissance. Quand l’armistice prit fin le 8 septembre, les Américains tentèrent une nouvelle attaque par la rivière Niagara le 13 octobre, mais subirent une écrasante défaite à Queenston Heights. Brock fut tué pendant la bataille, ce qui conduisit à l’affaiblissement du leadership britannique, un phénomène amplifié par le professionnalisme des forces américaines, qui se renforcait tout au long de la guerre.
Une ultime tentative fut lancée depuis le lac Champlain en 1812 par le général américain Henry Dearborn vers le nord. Cette tentative échoua quand sa milice refusa d’avancer au-delà du territoire américain. Contrairement à la milice américaine, la milice canadienne enregistra de bons résultats.
Les Canadiens-français, motivés par le sentiment anti-catholique très répandu aux États-Unis, et les Loyalistes, qui avaient combattu pour la Couronne au cours de la guerre d’Indépendance, étaient fermement opposés à l’invasion américaine. À l’inverse, une grande partie des gens du Haut-Canada était composée de colons récemment venus des États-Unis et ne manifestaient aucune loyauté évidente envers la Couronne. Néanmoins, bien que des personnes sympathisassent avec les envahisseurs,, les forces américaines rencontrèrent généralement une forte opposition d’hommes fidèles à l’Empire.

#### Théâtre du nord-ouest (1813)

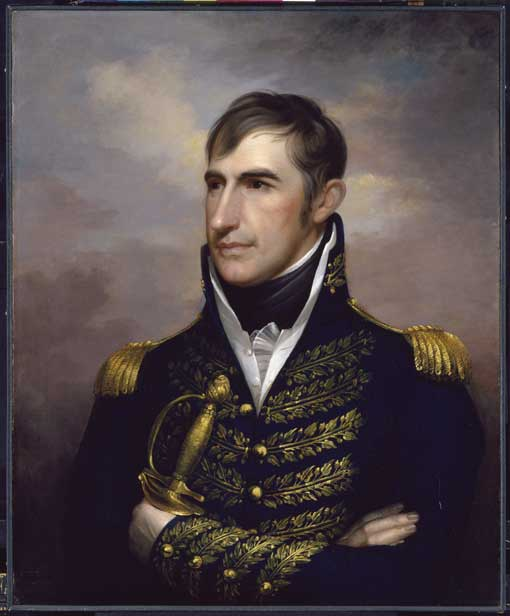
Portrait de William Henry Harrison.

Après la capitulation de Hull, le général William Henry Harrison reçut le commandement de l’armée américaine du Nord-Ouest. Il avait pour ambition de reprendre Détroit, qui était défendue par le colonel Henry Procter et Tecumseh. Le 22 janvier 1813, un détachement de l’armée de Harrison fut défait à Frenchtown, le long de la rivière Raisin. Procter laissa les prisonniers avec une garde insuffisante, ce qui permit à certains de ses alliés amérindiens d’attaquer et de tuer jusqu’à 60 Américains, dont beaucoup étaient des miliciens du Kentucky. L’incident est devenu connu sous le nom de « massacre de la rivière Raisin ». La défaite mit fin à la campagne d’Harrison contre Détroit, et l’expression « Souvenez-vous de la rivière Raisin ! » devint un cri de ralliement pour les Américains.[réf. nécessaire]

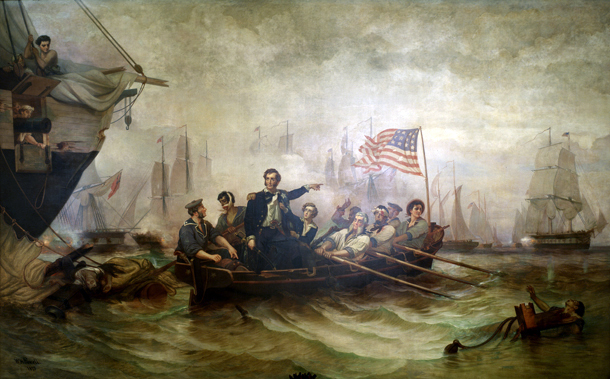
Perry lors de la bataille du lac Érié.

En mai 1813, Procter et Tecumseh assiégèrent le fort Meigs, dans le Nord de l’Ohio. Des renforts américains arrivèrent pendant le siège et furent défaits par les Amérindiens, mais le fort tint bon. Les Amérindiens finirent par se disperser, forçant Procter et Tecumseh à retourner au Canada. Une seconde offensive contre le fort Meigs échoua également en juillet. Tentant d’améliorer le moral des Amérindiens, Procter et Tecumseh tentèrent de prendre d’assaut le fort Stephenson, un petit poste américain sur la rivière Sandusky, ce qui se solda par une défaite avec de lourdes pertes et marqua la fin de la campagne de l’Ohio.
Sur le lac Érié, le commandant des troupes américaines, le capitaine Oliver Hazard Perry, combattit à la bataille du lac Érié, le 10 septembre 1813. Sa victoire décisive assura le contrôle américain sur le lac, permit l'amélioration du moral américain après une série de défaites et contraignit les Britanniques à se replier de Détroit. Cela ouvrit la voie au général Harrison pour le lancement d'une nouvelle invasion du Haut-Canada, qui aboutit à la victoire des États-Unis lors de la bataille de la rivière Thames, le 5 octobre 1813 au cours de laquelle Tecumseh fut tué. La mort de Tecumseh mit fin de manière effective à l’alliance entre les Amérindiens et les Britanniques dans la région de Détroit.[réf. nécessaire] Les Américains gardèrent le contrôle sur Amherstburg et Détroit durant le reste de la guerre.[réf. nécessaire]

#### Le long du Niagara (1813)

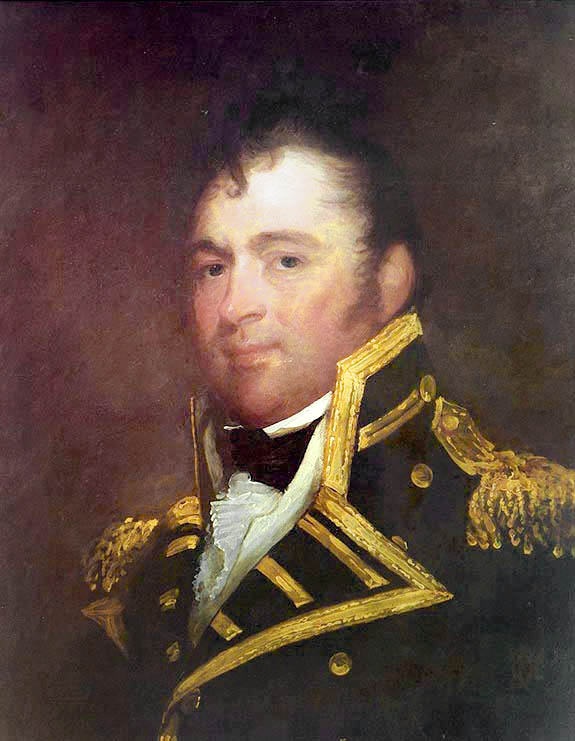
Portrait d’Isaac Chauncey.

En raison des difficultés de communication terrestre, le contrôle des Grands Lacs et du couloir du fleuve Saint-Laurent était crucial. Quand la guerre commença, les Britanniques avaient déjà mis en place une petite escadre de navires de guerre sur le lac Ontario et avaient donc l’avantage.
Pour redresser la situation, les Américains mirent sur pied un chantier naval à Sacketts Harbor. Le commodore Isaac Chauncey (en) prit en charge le grand nombre de marins et de charpentiers de marine, envoyés de New York. Ils achevèrent le deuxième navire de guerre en seulement 45 jours. Au total, près de 3 000 hommes travaillèrent sur ce chantier naval, onze navires de guerre furent construits, ainsi que de nombreuses petites embarcations et des bateaux de transport.
Ayant retrouvé l’avantage grâce à la rapidité de leur programme de construction, Chauncey et Dearborn attaquèrent la ville de York (l’actuelle Toronto), capitale du Haut-Canada, le 27 avril 1813. Cette bataille se solda par une victoire américaine, marquée par le pillage et l’incendie du Parlement et d’une bibliothèque. Toutefois, la ville de Kingston était stratégiquement plus précieuse pour l’approvisionnement et les communications britanniques le long du Saint-Laurent. Sans le contrôle de Kingston, la marine américaine ne pouvait pas contrôler efficacement le lac Ontario ou couper les lignes d’approvisionnement britannique du Bas-Canada.

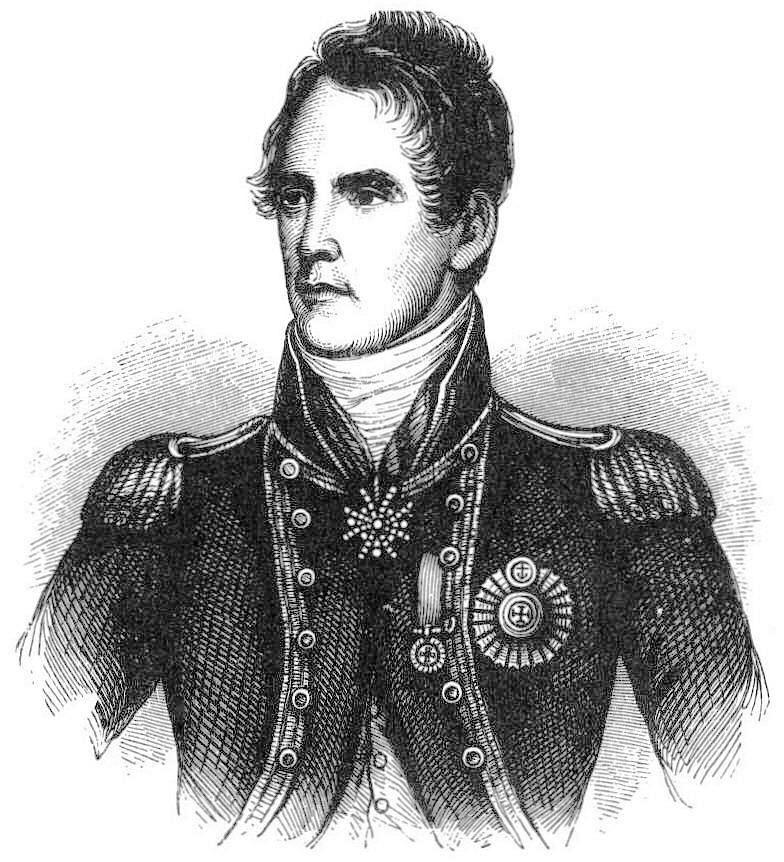
Portrait de James L. Yeo.

Le 27 mai 1813, une force amphibie américaine du lac Ontario lança un assaut sur le Fort George, à l’extrémité nord de la rivière Niagara, et réussit à le prendre sans subir de perte lourde. Le 28 mai 1813, le commodore James Lucas Yeo prit en charge les navires britanniques sur le lac et organisa une contre-attaque, qui fut repoussée à la bataille de Sacketts Harbor. Les forces britanniques en retraite ne furent pas poursuivies jusqu’à ce qu’elles aient eu le temps d’organiser une contre-offensive contre l’avancée des Américains, lors de la bataille de Stoney Creek le 5 juin
Yeo bloqua Chauncey à Sacketts Harbor durant tout le reste de la guerre, et les Britanniques gardèrent ainsi le contrôle du lac Ontario. Grâce à Laura Secord, une Loyaliste qui annonça le 24 juin l’arrivée imminente de troupes américaines, celles-ci furent contraintes de se rendre face à des forces britanniques et amérindiennes moins nombreuses, lors de la bataille de Beaver Dams, ce qui marqua la fin de l’offensive américaine dans le Haut-Canada.
Vers la fin de 1813, les Américains abandonnèrent le territoire canadien qu’ils occupaient près de Fort George. Le 10 décembre 1813, ils mirent le feu au village de Newark (l’actuelle ville de Niagara-on-the-Lake). Beaucoup d’habitants se retrouvèrent sans abri et moururent de froid dans la neige. Cet épisode conduisit les Britanniques à lancer des représailles à la suite de la capture du fort Niagara, le 18 décembre 1813, et à une destruction similaire de Buffalo le 31 décembre 1813.
En 1814, la compétition pour la domination du lac Ontario se transforma en course pour la construction de navires. Finalement, à la fin de l’année, Yeo avait construit le HMS Saint-Lawrence, un vaisseau de ligne de première classe, équipé de 112 canons qui lui donnaient une supériorité sur les navires américains. Le bateau ne livra jamais bataille jusqu’à la fin de la guerre.

#### Le Saint-Laurent et le Bas-Canada (1813)

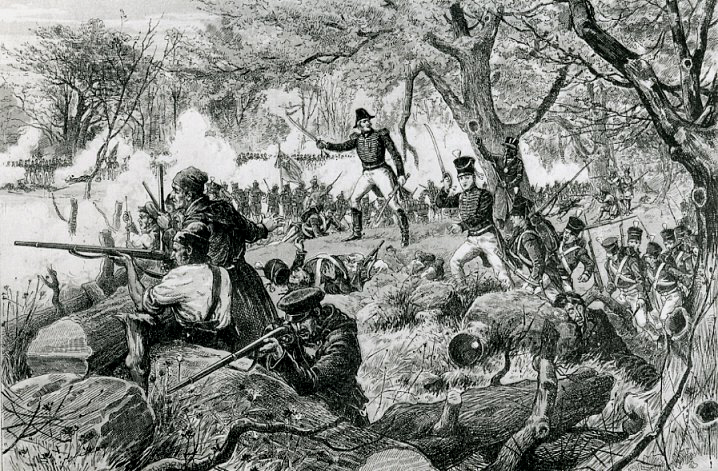
La bataille de Châteauguay, lithographie d’Henri Julien (1852-1908).

Les Britanniques étaient les plus vulnérables sur le tronçon du fleuve Saint-Laurent, qui constituait la frontière entre le Haut-Canada et les États-Unis. Au début de la guerre, il y avait beaucoup de commerce illicite qui traversait le fleuve, mais au cours de l’hiver 1812-1813, les Américains commencèrent à lancer une série de raids depuis la ville d’Ogdensburg, compromettant l’approvisionnement britannique le long du fleuve. Le 21 février, Prévost le traversa avec des renforts pour le Haut-Canada. Le lendemain, les Britanniques prenaient aux Américains la ville d’Ogdensburg. Le reste de l’année, Ogdensburg n’eut pas de garnison, et de nombreux résidents reprirent leurs visites et échanges commerciaux avec Prescott. Cette victoire britannique permit d’éliminer les dernières troupes régulières américaines du haut Saint-Laurent et d’assurer les communications britanniques avec Montréal.

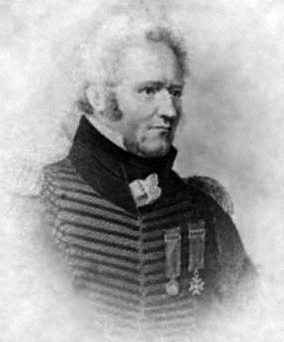
Portrait de Charles de Salaberry.

À la fin de 1813, après un long débat, les Américains firent deux percées contre Montréal. Le plan était que le major-général Wade Hampton I marcherait au nord du lac Champlain et rejoindrait les forces du général James Wilkinson. Ce dernier devait amener ses bateaux en direction de Sacketts Harbour et descendre le fleuve Saint-Laurent. Hampton fut finalement retardé par le mauvais état des routes, les difficultés d’approvisionnement et une forte aversion à l’égard de Wilkinson, qui limitait son soutien à ce plan. Le 25 octobre ses 4 000 hommes (dont seulement 3 000 en état de combattre) furent défaits lors de la bataille de la Châteauguay, par les troupes de Charles de Salaberry composées entre autres de 300 voltigeurs canadiens-français de miliciens sédentaires et de 22 Mohawks, qui, favorisés par des conditions météorologiques affectant la visibilité, faisaient croire à leurs adversaires qu'ils étaient dix fois plus nombreux.
Les 8 000 hommes de Wilkinson furent également retardés par le mauvais temps et n’arrivèrent sur place que le 17 octobre. Il apprit que des troupes sous les ordres du capitaine William Mulcaster et du lieutenant-colonel Joseph Wanton Morrison les poursuivaient. Il fut ainsi contraint le 10 novembre de débarquer près de Morrisburg, à 150 kilomètres environ de Montréal. Le 11 novembre, l’arrière-garde de Wilkinson, composée de 2 500 hommes, fut attaquée par les 800 hommes de Morrison à la ferme Crysler et subit de lourdes pertes. Après avoir appris que Hampton n’était pas en mesure de rattraper son retard, Wilkinson décida de se replier aux États-Unis et s’installa dans ses quartiers d’hiver. Il fut démis de son commandement à la suite de son second échec lors de l’attaque contre l’avant-poste britannique de Lacolle Mills.

#### Campagnes du Niagara et de Plattsburgh (1814)

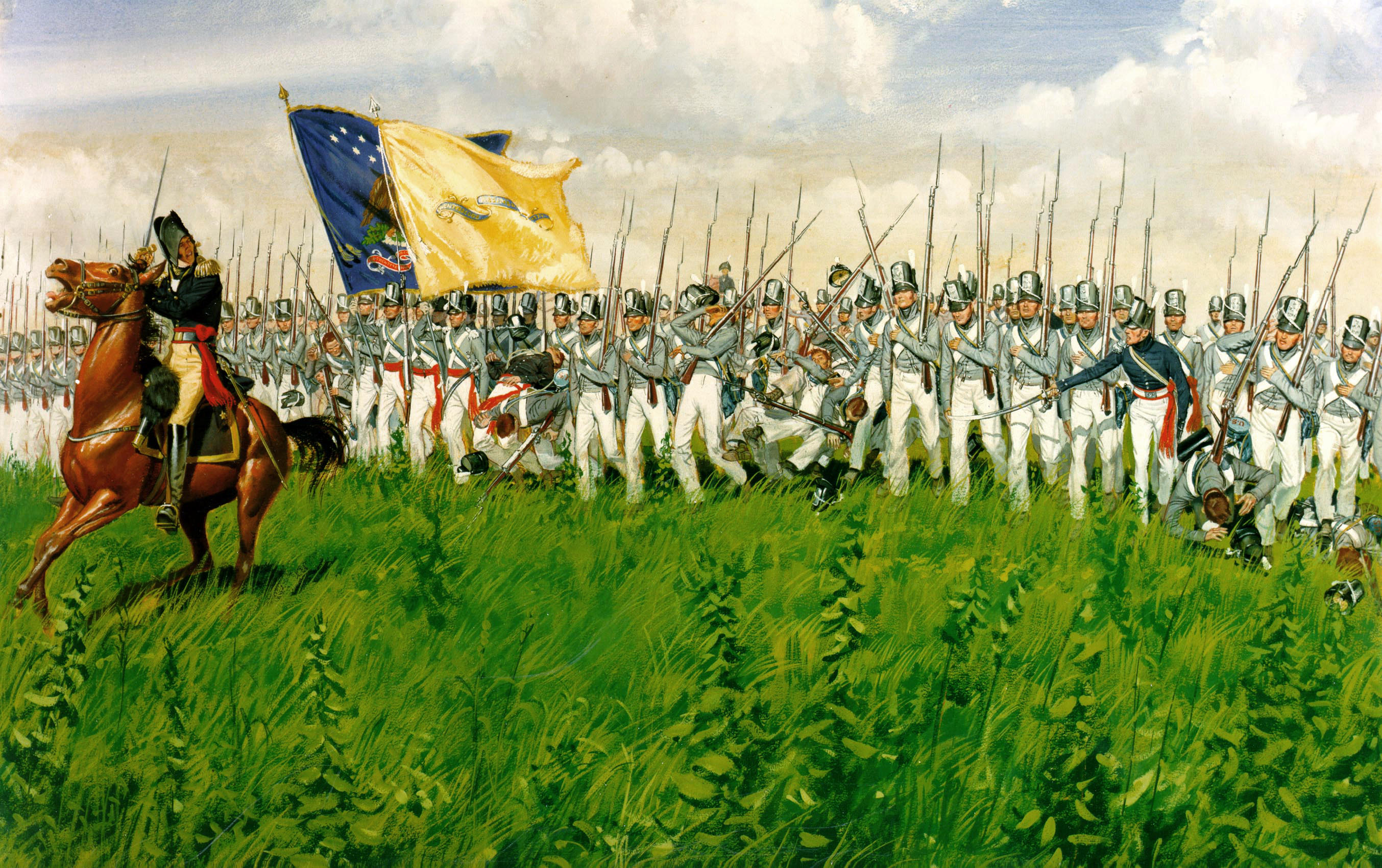
La bataille de Chippawa.

Au milieu de 1814, les généraux américains avaient considérablement amélioré les capacités de combats et la discipline de l’armée. Ils renouvelèrent leur attaque sur la péninsule du Niagara et purent donc capturer rapidement le fort Érié.
Le général de brigade Winfield Scott remporta ensuite une victoire décisive contre les forces britanniques, qui étaient en infériorité numérique, à la bataille de Chippawa, marquant là la première victoire de l'Armée américaine remportée sur les réguliers britanniques dans un combat linéaire de style européen le 5 juillet. Les Américains tentèrent alors de progresser davantage, mais le manque de coordination avec la flottille du lac Ontario devant amener renfort et artillerie de siège rendait caduque la prise du fort George. Les troupes américaines firent demi-tour suivie de près par les troupes britanniques qui, elles, avaient reçu des renforts. Tentant, à partir du 24 juillet, une manœuvre vers le nord pour tourner les forces britanniques installées au sud de Queenston, Brown envoya Scott en avant-garde, mais les forces américaines se heurtèrent à une âpre résistance lors de la bataille de Lundy's Lane le 25 juillet. La bataille fut la plus coûteuse en vies humaines de toute la guerre, et les Américains réussirent encore à prendre l'avantage sur les Britanniques mais durent finalement abandonner la position conquise de haute lutte. Ils durent se retirer vers le sud mais résistèrent à un long siège au Fort Érié, qu'ils avaient renforcé entre août et septembre. Après une attaque nocturne ratée qui fit 900 morts et blessés parmi les troupes britanniques, le 15 août et une sortie de la garnison américaine sans succès, les Britanniques finirent par lever le siège. Néanmoins, le manque de provisions contraignit cependant les Américains à battre finalement en retraite de l’autre côté du Niagara pour ne plus jamais y revenir.
Pendant ce temps, l’abdication de Napoléon en Europe permit au Royaume-Uni d'envoyer 15 000 soldats en Amérique du Nord sous les ordres des quatre meilleurs commandants servant sous les ordres de Wellington. Moins de la moitié étaient des vétérans des campagnes de la Péninsule ibérique, et le reste provenait des garnisons. En même temps que les troupes, l’instruction de mener des offensives contre les États-Unis fut envoyée. La stratégie britannique était en train de changer, et comme les Américains, les Britanniques cherchaient à prendre l’avantage en vue des négociations de paix.
Le gouverneur-général, George Prévost, reçut l’instruction de lancer une invasion dans la région de New York et du Vermont. Il avait une grande force d’invasion, beaucoup plus puissante que celle des Américains. Cependant, une fois arrivé à Plattsburgh, il retarda l’attaque jusqu’à l’arrivée d’une flotte dirigée par le capitaine George Downie, à bord de la frégate HMS Confiance achevée dans la hâte. Prévost força Downie à lancer une attaque prématurée, mais il ne réussit pas à lui fournir le soutien militaire promis. Cet échec conduisit à la défaite de la flotte et à la mort de Downie lui-même lors de bataille de Plattsburgh le 11 septembre 1814,. Les Américains eurent dès lors le contrôle du lac Champlain. Sans sa flotte, Prévost ordonna de rebrousser chemin puisqu'il croyait trop dangereux que les Britanniques restent en territoire ennemi après la perte de leur suprématie navale.
Les ennemis politiques et militaires de Prévost ordonnèrent son retour au pays. À Londres, la cour martiale jugea les officiers survivants de la débâcle de la baie de Plattsburghb et conclut que la défaite avait été causée surtout par Prévost, qui avait lancé une attaque prématurée sans fournir les moyens promis pour appuyer les forces terrestres. Prévost décéda subitement lorsque son dossier était sur le point d'être examiné. Sa réputation fut davantage affectée par le témoignage de Canadiens affirmant que c’était la milice qui avait fait tout le travail et qu'il était le seul à avoir échoué. Toutefois, les historiens actuels sont plus cléments et le jugent à l’aune non de Wellington mais de ses adversaires américains. Ils estiment que les préparatifs de Prévost pour la défense du Canada avaient été énergiques, bien conçus et complets, malgré les moyens limités, et qu’il avait atteint, contre toute attente, son principal objectif : empêcher une conquête américaine.

#### Ouest américain (1814)
Peu d’attention fut portée au lac Huron en 1813, mais la victoire américaine sur le lac Érié isola les Britanniques. Pendant l’hiver, une partie du Canada, sous les ordres du lieutenant colonel Robert McDouall, créa une nouvelle ligne d’approvisionnement de York à la baie Nottawasaga, située dans la baie Georgienne. Quand il arriva à Fort Mackinac avec des renforts et de l’approvisionnement, il envoya une expédition pour reprendre le poste de Prairie du Chien dans le Grand Ouest. La bataille de Prairie du Chien se solda par une victoire des Britanniques le 20 juillet 1814,.
En 1814, les Américains envoyèrent une force de cinq navires depuis Détroit pour récupérer Mackinac. Une force mixte composée de l’armée régulière et de volontaires de la milice débarquèrent sur l’île le 4 juillet. Ils ne tentèrent pas d’attaque par surprise et la brève bataille de l’île Mackinac les contraignit à partir à la suite d'une embuscade tendue par des Amérindiens. Les Américains découvrirent la nouvelle base de la baie Nottawasaga et, le 13 août, détruisirent ses fortifications. Ils retournèrent ensuite à Détroit en laissant deux canonnières pour maintenir le blocus sur Michillimakinac. En septembre, ces canonnières (USS Tigress et USS Scorpion) furent prises au dépourvu et capturées par l’ennemi. Cet engagement sur le lac Huron laissa Mackinac sous contrôle britannique.
La garnison britannique à Prairie du Chien dut également faire face à une attaque du major Zachary Taylor, qui comptait remonter le fleuve Mississippi en vue d’atteindre la place forte britannique. Sur la route, il fut repoussé par les Britanniques aidés d’Amérindiens, menés par Black Hawk, au niveau des rapides de Rock Island. Dans ce théâtre lointain, les Britanniques conservèrent l’avantage haut la main jusqu’à la fin de la guerre en raison de l’allégeance de plusieurs tribus amérindiennes, qu’ils fournissaient en armes et en cadeaux.

### Théâtre des États du Sud

#### Guerre Creek (1813-1814)
En février 1813, une guerre civile éclata au sein de la nation Creek entre les Red Sticks et les Creeks qui avaient adopté le mode de vie des « hommes blancs ». Les Américains à proximité des affrontements s'inquiétaient que le conflit ne s’étende. Devant la menace grandissante, ils exigèrent que le gouvernement intervienne rapidement. Cependant, les troupes fédérales étaient déjà mobilisées pour le conflit avec le Royaume-Uni, et les États du Sud durent ainsi lever leurs propres milices pour se défendre. Le colonel Jackson et le major-général William Cocke menèrent vers le sud une force d’environ 2 500 hommes chacun, pour attaquer les tribus Creeks. Ces deux troupes étaient principalement composées de miliciens du Tennessee, de guerriers cherokees et de militaires.
Même si la mission de Jackson était de pacifier les Creeks, il poursuivait l’objectif plus ambitieux de prendre la ville de Pensacola, où siégeait le gouverneur espagnol. À la fin de 1813, les troupes de Jackson avaient remporté plusieurs batailles, dont celles de Tallushatchee et de Talladega. Cependant, comme les miliciens ne s’étaient engagés que pour trois mois, il fut contraint de dissoudre les troupes à l’issue de ce terme. Après avoir remobilisé et formé de nouvelles troupes, Jackson et le général John Coffee étaient à la tête d’une armée de 3 200 hommes, composée de 2 600 militaires et de près de 621 Amérindiens.
Le 27 mars, Jackson et Coffee vainquirent de manière décisive les Creeks lors de la bataille de Horseshoe Bend en tuant près de 800 des 1 000 Creeks contre 49 tués et 154 blessés pour les combattants américains et cherokees. Jackson poursuivit les Creeks survivants jusqu’à ce qu’ils se soient tous rendus. Cette victoire conduisit à la signature du traité de Fort Jackson, qui mit fin au conflit Creek, le 9 août 1814. La plupart des historiens considèrent que la guerre Creek fait partie intégrante de la Guerre de 1812 puisque les Britanniques les avaient appuyés pour déstabiliser le gouvernement américain.

#### Bataille de La Nouvelle-Orléans (1814)
Après avoir capturé toute une flottille américaine située à l’embouchure du Mississippi le 14 décembre 1814, le général John Keane remonta le fleuve avec ses troupes et établit une garnison à 48 km à l’est de La Nouvelle-Orléans, en Louisiane. Quand Jackson apprit le 22 décembre qu’une avant-garde de 1 600 hommes se trouvait à 16 km de la ville, il envoya en urgence près de 2 000 hommes pour freiner leur avance vers la ville. Alors que les affrontements s’enlisaient, l’arrivée du général Edward Pakenham le jour de Noël relança l’offensive à partir d’un nouveau plan d’attaque. Cependant, les Américains avaient eu le temps de consolider leurs défenses en installant plusieurs pièces d’artillerie le long de la « ligne Jackson ».
Après avoir réuni 8 000 hommes, Pakenham décida de lancer une attaque sur les positions de Jackson le matin du 8 janvier, en profitant de l’obscurité et du brouillard. Malgré cela, les Américains réussirent à repousser l’assaut principal au cours duquel Pakenham fut mortellement blessé. Un détachement britannique de 700 hommes, sous le commandement du colonel Thornton, réussit néanmoins à mettre en déroute les lignes américaines sur la rive occidentale du Mississippi. Cependant, avec la déroute de l’attaque principale sur la rive orientale, Thornton ne put obtenir le renfort nécessaire, et le général Lambert sonna la retraite.
À la fin de la journée, la bataille de La Nouvelle-Orléans se solda par 2 037 victimes du côté britannique (dont 291 morts et 1 262 blessés), contre 71 du côté américain (dont 13 morts et 39 blessés),,,. Cette bataille fut saluée comme une grande victoire, faisant de Jackson un héros national, ce qui lui permit ultérieurement d’accéder à la présidence du pays,. Les Britanniques abandonnèrent leurs vues sur La Nouvelle-Orléans mais attaquèrent la ville de Mobile. Au cours de la dernière action militaire de la guerre, la bataille de fort Bowyer fut gagnée par une force britannique de 1 000 hommes le 11 février 1815.

## Fin

### Facteurs conduisant aux négociations de paix
En 1814, les deux pays étaient lassés d’une guerre coûteuse, qui semblait ne pouvoir déboucher que sur une impasse, et étaient prêts à chercher une issue à cette guerre. Il est difficile d’estimer exactement le coût de cette guerre pour la Grande-Bretagne puisqu'au sein de leur budget militaire, ses dépenses n’ont pas été séparées de celles de la grande guerre en Europe. Cependant, une estimation est possible à partir de l’augmentation de la dette britannique au cours de la période, égale approximativement à 25 millions de livres. Pour les États-Unis, le coût, près de 105 millions de dollars, est proportionnellement plus important. La dette nationale passa ainsi de 45 millions en 1812 à 127 millions de dollars à la fin de l’année 1815 même si en valeur réelle, les montants récupérés par le gouvernement se réduisaient à 34 millions de dollars, en raison de taux d'escompte élevés et de la perte de valeur de leur monnaie fiduciaire,.
À ce moment-là, le blocus maritime de la Royal Navy, qui asphyxiait l’économie américaine, et l’incompétence du gouvernement américain menaçaient de mener le pays à la faillite. Les exportations de farine étaient ainsi passées d’un million de barils en 1812 et 1813, à 5 000 barils en 1814. À ce moment, les taux d’assurance des expéditions à partir de Boston avaient augmenté de 75 %, le cabotage était au point mort et la Nouvelle-Angleterre pensait faire sécession,. Les exportations et les importations chutèrent de façon spectaculaire lorsque le volume du commerce extérieur se réduisit de 948 000 tonnes en 1811 à seulement 60 000 tonnes en 1814.
Comme les marchands britanniques voyageaient désormais en convois, les chances de succès des corsaires américains se réduisirent énormément. Toutefois, les corsaires continuaient de gêner les Britanniques, leurs actions provoquant une augmentation de 30 % du prix des assurances pour les cargaisons voyageant entre Liverpool (Angleterre) et Halifax (Nouvelle-Écosse). Ainsi, le Morning Chronicle se plaignit qu’avec les corsaires américains opérant autour des îles Britanniques : « nous avons été insultés en toute impunité » Les Britanniques ne pouvaient pas célébrer pleinement leur grande victoire en Europe tant que la paix n’était pas rétablie en Amérique du Nord, ce qui était également la seule condition pour que l’imposition soit ramenée à un niveau acceptable. La pression exercée par les armateurs sur le gouvernement pour que la paix soit rétablie fut donc renforcée par celle des propriétaires terriens.

### Traité de Gand

Signature du traité de Gand entre la Grande-Bretagne et les États-Unis, le 24 décembre 1814.

Le 24 décembre 1814, les diplomates des deux pays se réunirent à Gand, au Royaume des Pays-Bas (actuellement en Belgique) pour signer le traité de Gand, qui ne fut ratifié par les Américains que le 16 février 1815.
Le Royaume-Uni, qui s’était emparé d’environ 40 000 km2 de nouveaux territoires dans le Maine et sur la côte Pacifique, fit pression pour que les États-Unis fassent des concessions territoriales, ce qui faillit conduire à l’arrêt des pourparlers. Cette position initiale des Britanniques était renforcée par leur récente attaque sur la capitale américaine, Washington. L’incendie de Washington, affaiblissait en effet la position américaine lors des pourparlers de paix. Cependant, la nouvelle de la défaite à la bataille de Plattsburgh et à celle de Baltimore affaiblit cette demande. Le duc de Wellington fut approché pour prendre la direction de l’armée britannique en Amérique du Nord, et il renvoya une lettre dans laquelle il écrivit :

« Je dois reconnaître que je pense que vous n’avez pas le droit, dans la situation actuelle, d’exiger une quelconque concession de territoire de la part des États-Unis […]. Vous n’avez pas été en mesure de l’emporter quand vous étiez en territoire ennemi, en dépit de vos succès militaires et de votre incontestable supériorité militaire, ni même réussi à protéger vos lignes des attaques ennemies. En vertu du principe d’égalité des négociations, vous ne pouvez pas demander la cession de terres, sauf si vous l’échangez contre d’autres avantages que vous avez en votre possession […]. Ainsi, si ce raisonnement est exact, pourquoi vouloir faire jouer l’uti possidetis juris ? Vous ne pourrez obtenir aucun territoire : en effet, l’état de vos opérations militaires, bien que méritoire, ne vous donne aucun droit pour une telle demande. »

À la suite des tensions naissant entre la Grande-Bretagne et la Russie lors du Congrès de Vienne et à la faible probabilité d’amélioration de la situation militaire en Amérique du Nord, la Grande-Bretagne était disposée à rendre les territoires conquis. Le premier ministre, Lord Liverpool, accepta de renoncer à ces territoires puisqu'il devait également prendre en compte le mécontentement de l’opinion publique concernant notamment l’accroissement de la fiscalité, et surtout de celui des marchands de Liverpool et de Bristol, qui désiraient reprendre le commerce avec l’Amérique. Néanmoins, ce qui a joué le plus grand rôle dans cette décision fut les appréhensions britanniques des futures évolutions de politique étrangère — appréhensions confirmées par les Cent-Jours de Napoléon, au printemps suivant.
La nouvelle de la signature du traité ne parvint que tardivement aux États-Unis. Entre la signature du traité en Europe et son annonce en Amérique du Nord, la bataille de La Nouvelle-Orléans avait eu le temps de débuter. Cependant, dès que le traité fut connu, le 13 février 1815, les troupes britanniques abandonnèrent le fort Bowyer et quittèrent le territoire.
Les termes du traité énoncent la fin du conflit entre les États-Unis et la Grande-Bretagne, la possibilité pour les Américains de pêcher dans le golfe du Saint-Laurent et le retour aux frontières d’avant-guerre entre le Canada et les États-Unis. Le traité de Gand, qui fut rapidement ratifié par le Sénat en 1815, ne dit rien du tout sur les griefs qui ont mené à la guerre. La Grande-Bretagne ne fit aucune concession concernant la conscription forcée, le blocus ou tout autre différend maritime. Le traité n’était donc qu’un simple expédient pour mettre fin rapidement aux combats. Quelques régions de l’Ouest de la Floride restèrent néanmoins des possessions américaines, en dépit des objections de l’Espagne. Les Britanniques n’étaient en effet pas disposés à faire appliquer les dispositions du traité relatives à leurs revendications territoriales. La guerre prit ainsi fin sans vainqueur, et aucun gain ne fut réalisé d’un côté ou de l’autre.

## Conséquences
Aucune des deux parties ne perdit de territoire du fait de cette guerre, et aucun des éléments de contentieux ne fut réglé par le traité de Gand qui la finit. Il s’agit donc d’un état de statu quo ante bellum. Pourtant, les relations entre les États-Unis et le Royaume-Uni en sortirent fortement modifiées.
La question de l’enrôlement forcé fut rendue caduque lorsque la Royal Navy cessa de le pratiquer après la défaite de Napoléon. À l’exception de rares différends sur les frontières et lors de la guerre de Sécession, les deux pays vécurent en coexistence pacifique jusqu’à la fin du XIXe siècle, puis devinrent de proches alliés au XXe siècle. La Convention de 1818 mit fin à un différend sur la frontière entre les États-Unis et l’Amérique du Nord britannique. Un autre différend sur la frontière entre le Maine et le Nouveau-Brunswick fut réglé en 1842, par le traité Webster-Ashburton, après la guerre d'Aroostook. Quant à la question de la frontière du territoire de l'Oregon, elle fut résolue lors du traité de l'Oregon, en 1846. Selon Winston Churchill, « les leçons de la guerre ont été prises à cœur. Le sentiment anti-américain resta fort en Grande-Bretagne pendant plusieurs années, mais les États-Unis ne furent plus jamais traités incorrectement eu égard à leur statut de nation indépendante. »

### Pour les États-Unis

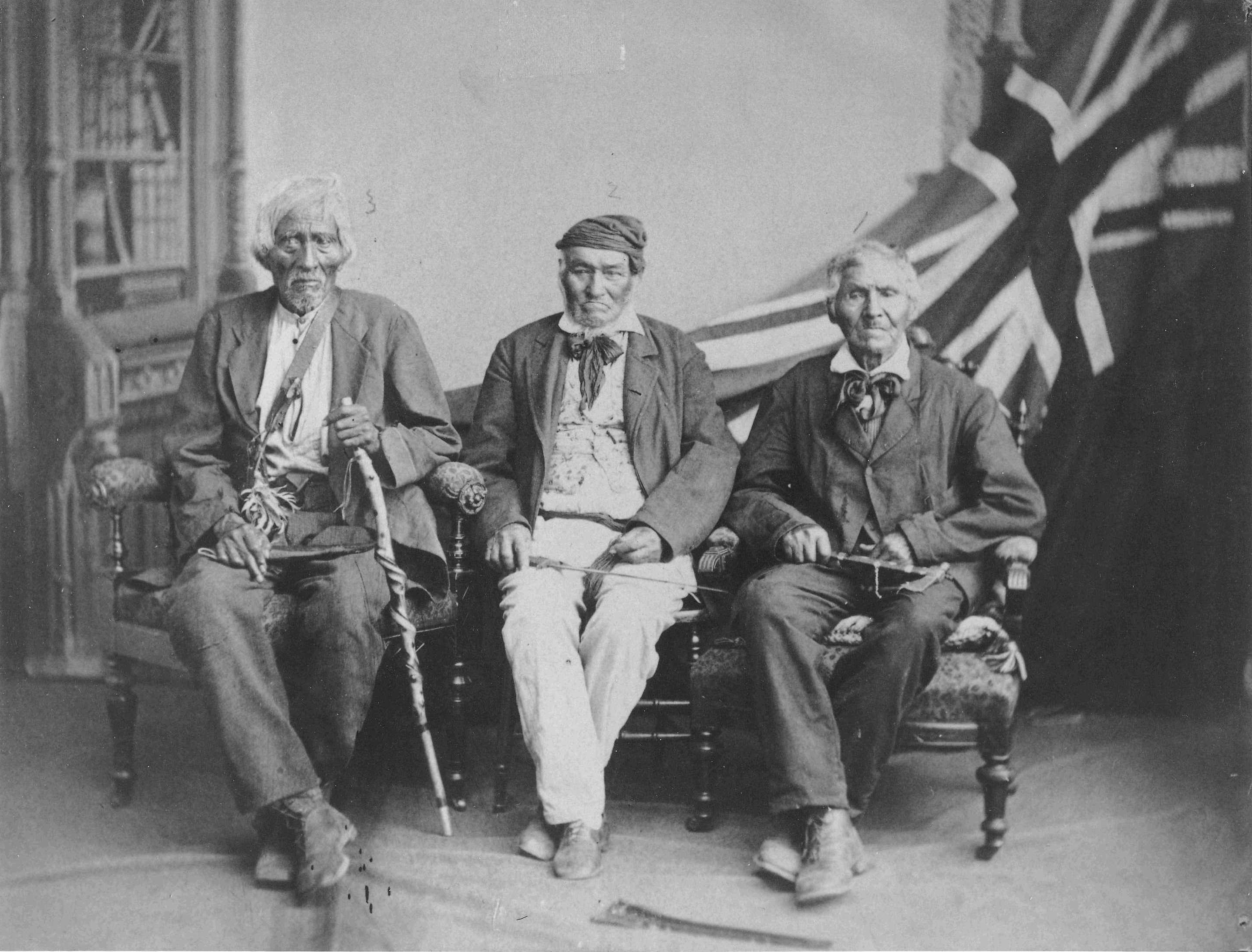
Photo de guerriers des Six Nations ayant survécu à la guerre de 1812.

Les États-Unis mirent fin à la menace amérindienne sur leurs frontières occidentales et méridionales. Cette guerre contre le Royaume-Uni renforça le sentiment d’une indépendance complète de la jeune nation, la population ayant célébré une « seconde guerre d’indépendance ». Après la bataille victorieuse de La Nouvelle-Orléans, le nationalisme monta en flèche, le parti fédéraliste d’opposition disparut, et, même si ce ne fut pas aux dépens du Royaume-Uni, la guerre permit aux États-Unis une petite expansion géographique, avec la prise de la ville espagnole de Mobile.
À partir de cette guerre, la nécessité d’une marine forte ne fut plus remise en question aux États-Unis, qui en outre achevèrent la construction de trois nouveaux navires de ligne à 74 canons et de deux nouvelles frégates de 44 canons, peu après la fin de la guerre. Une autre frégate fut détruite pour éviter qu’elle ne soit capturée. En 1816, le Congrès adopta une loi « pour l’accroissement progressif de la force navale » pour un coût d’un million de dollars par année pendant huit ans, et autorisa la construction de neuf navires de ligne et douze frégates. Les commandants et les capitaines de la marine américaine devinrent les héros de toute une génération aux États-Unis. Des assiettes et des pichets décorés à l’image de Decatur, Hull, Bainbridge, Lawrence, Perry et Macdonough furent ainsi réalisés dans le Staffordshire, en Angleterre, et trouvèrent preneurs aux États-Unis. Trois héros de la guerre se servirent de leur célébrité pour remporter une élection nationale : Andrew Jackson (élu président à l’issue des élections de 1828 et de 1832), Richard Mentor Johnson (élu vice-président lors des élections de 1836) et William Henry Harrison (élu président lors des élections de 1840).
Les États de Nouvelle-Angleterre avaient été de plus en plus excédés par la façon dont la guerre avait été menée et par la manière dont le conflit avait affecté leurs États. Ils s’étaient plaints que le gouvernement n’investissait pas suffisamment dans la défense des États, tant militairement que financièrement, et que les États auraient dû avoir plus de contrôle sur leur propre milice. L’augmentation des taxes, le blocus britannique et l’occupation d’une partie des territoires de Nouvelle-Angleterre par les forces ennemies avait également agité l’opinion publique. En conséquence, lors de la Convention de Hartford (Connecticut), entre décembre 1814 et janvier 1815, les représentants de la Nouvelle-Angleterre demandèrent la restauration pleine et entière des pouvoirs des États. Ce que les journaux de l’époque s’empressèrent d’interpréter comme une volonté de sécession de la part des représentants de la Nouvelle-Angleterre et de conclure un traité de paix différent avec les Britanniques. Cette mauvaise interprétation est infirmée de facto par ce qui s’était réellement passé à la Convention.

### Pour l’Amérique du Nord britannique
La guerre de 1812 fut considérée par les habitants de l’Amérique du Nord britannique, le futur Canada, comme une victoire car ils avaient défendu avec succès leurs frontières d’une mainmise américaine. Il en résulta une confiance en soi accrue des Canadiens pour l'Empire britannique, qui, conjointement au « mythe des milices » selon lequel les milices civiles avaient été les principaux instigateurs de la victoire, plutôt que l’armée régulière britannique, fut utilisée pour stimuler un nouveau sentiment nationaliste anglo-canadien. À long terme, le fait que ce mythe resta durablement ancré dans les mémoires populaires anglo-canadiennes conduisit au sentiment, du moins jusqu’à la Première Guerre mondiale, que le Canada n’avait pas besoin d’une armée régulière professionnelle.
Dans l’ensemble, l’armée américaine n’eut effectivement que très peu de succès dans sa tentative d’invasion du Canada, et les Loyalistes canadiens montrèrent qu’ils pouvaient se battre avec courage pour défendre leur pays. Toutefois, les Britanniques n’avaient aucun doute que la faible densité de population du territoire serait un point faible si d’aventure une troisième guerre se déclenchait. En 1817, l’amiral David Milne écrivait à un correspondant : « nous ne réussirons pas à garder le Canada si les Américains déclarent à nouveau la guerre contre nous ». La bataille de York (ancien nom de Toronto) démontra d’ailleurs la vulnérabilité du Haut-Canada et, dans une moindre mesure, celle du Bas-Canada. Dans les années 1820, des travaux commencèrent donc pour la construction de la Citadelle de Québec pour se défendre d’une possible attaque des États-Unis ; ce fort reste encore aujourd’hui une base opérationnelle des Forces canadiennes. Par ailleurs, la citadelle d’Halifax fut également construite pour défendre le port. Ce fort restera en opération pendant la Seconde Guerre mondiale.
Dans les années 1830, le canal Rideau fut construit pour fournir une voie d’eau sûre depuis Montréal jusqu’au lac Ontario en évitant les passes étroites du Saint-Laurent, où les navires étaient vulnérables à une attaque de canons américains. Les Britanniques construisirent également le Fort Henry, à Kingston, pour défendre le canal et celui-ci resta en opération jusqu’en 1891.

### Pour les Bermudes
Avant l’indépendance américaine, la défense des Bermudes avait été laissée en grande partie à ses propres milices et aux corsaires.
Cependant, à partir de 1795, la marine britannique commença à acheter des terrains et à s’en servir comme base d’opération car la situation de cet archipel à proximité des côtes nord-américaines était un bon substitut à la perte des ports américains. À l’origine, les Bermudes ne devaient servir de siège à l’escadre nord-américaine que pendant l’hiver, mais la Guerre de 1812 en a augmenté l’importance. C’est d’ailleurs à partir de cette base que sont partis les navires et les troupes ayant servi lors de la bataille de Baltimore.
Après la guerre, la zone fut renforcée. Alors que les travaux de construction progressaient durant la première moitié du XIXe siècle, les Bermudes devinrent le siège permanent de la marine dans la région en hébergeant l’amirauté et en servant de base et de chantier naval. Une garnison militaire fut implantée pour protéger la base maritime, fortifiant ainsi fortement l’archipel, ce qui lui valut le surnom de « Gibraltar de l’Ouest ». Les infrastructures militaires restèrent au centre de l’économie des Bermudes jusqu’après la Seconde Guerre mondiale.

### Pour le Royaume-Uni

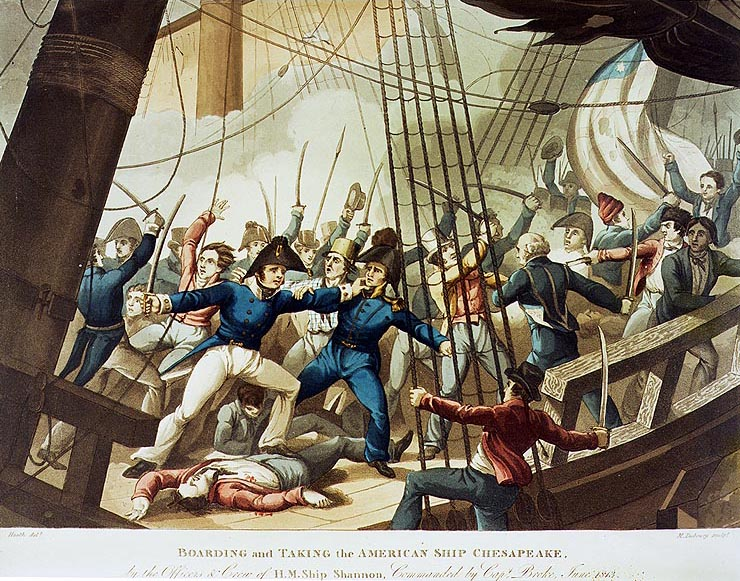
L’abordage de l’USS Cheasapeake par le HMS Shannon, le 1 juin 1813.

On se souvient à peine de cette guerre au Royaume-Uni puisqu'elle fut en grande partie éclipsée par le conflit qui opposait le royaume à Napoléon.
Les objectifs britanniques d’enrôler de force des marins et de bloquer les échanges avec la France furent atteints.
Puissance maritime dominante au début du XIXe siècle, la Royal Navy utilisa son immense force pour paralyser le commerce maritime américain et pour lancer des raids sur les côtes américaines. Toutefois, elle avait parfaitement conscience que les Américains avaient pendant la guerre gagné la plupart des duels un contre un. Parmi les causes de ces défaites sont la bordée plus importante des frégates américaines à 44 canons et le fait que les équipages américains étaient triés sur le volet parmi les 55 000 marins au chômage dans les ports américains. Au début de la guerre, la marine américaine possédait 14 frégates et des navires plus petits, mais le Royaume-Uni maintenait 85 navires dans les eaux d’Amérique du Nord. Les équipages de la flotte britannique, qui comptaient quelque 140 000 hommes, étaient complétés par des marins et des paysans.
En réaction aux faiblesses de la Royal Navy, l’amiral John Borlase Warren ordonna à l’ensemble des équipages de sa flotte d’accorder moins d’attention à l’entretien du bateau et davantage à la pratique du tir. C’est l'artillerie entraînée du HMS Shannon qui lui a permis de vaincre l’équipage sous-entraîné de l’USS Chesapeake.